# Soundgarden
Soundgarden – amerykański zespół muzyczny utworzony w 1984 w Seattle w stanie Waszyngton z inicjatywy wokalisty Chrisa Cornella, gitarzysty Kima Thayila i basisty Hiro Yamamoto. Wraz z Green River uznawany za jednego z głównych prekursorów grunge’u, powstałego w połowie lat 80. podgatunku rocka alternatywnego. Przez historyków i krytyków zespół zalicza się współcześnie do tzw. Wielkiej Czwórki z Seattle, obok Alice in Chains, Nirvany i Pearl Jam.
Muzyka Soundgarden czerpała inspirację z tradycji zespołów garażowych lat 60., szeroko pojętego rocka psychodelicznego i heavy metalu lat 70., m.in. spod znaku Black Sabbath, oraz surowej estetyki punk rocka lat. 80. Rozpoznawalnymi cechami zespołu były rozbudowane aranżacyjnie utwory oraz charakterystyczny styl wokalny Chrisa Cornella. Album studyjny Superunknown (1994) osiągnął najwyższą pozycję zestawienia Billboard 200. Soundgarden jest również dwukrotnym laureatem nagrody Grammy – za utwory „Black Hole Sun” i „Spoonman”. Łączny nakład sprzedanych albumów szacuje się na ponad 25 milionów na całym świecie, w tym 10 na terenie Stanów Zjednoczonych.
Z powodu wewnętrznych konfliktów, w 1997 zespół zawiesił działalność. Reaktywacja nastąpiła w 2010. 18 maja 2017 zmarł śmiercią samobójczą wokalista, gitarzysta rytmiczny i współzałożyciel Chris Cornell. Wydarzenie to doprowadziło do ostatecznego rozwiązania zespołu w 2019. W 2025 Soundgarden zostanie wprowadzony do Rock and Roll Hall of Fame.

## Historia

### Wczesny okres (1982–1987)
W 1982, z inicjatywy pochodzącego z Park Forest w stanie Illinois gitarzysty Matta Dentino, został uformowany cover band The Shemps. Skład zespołu uzupełnili basista Hiro Yamamoto i gitarzysta Kim Thayil, którzy również wywodzili się z Park Forest i zdecydowali się na przeprowadzkę do Seattle w stanie Waszyngton. Zespół prezentował utwory z repertuaru rocka klasycznego, ponieważ, według Dentino, były one łatwe do nauczenia. Założyciel The Shemps zamieścił w gazecie „The Rocket” ogłoszenie z informacją, że zespół, będący mieszanką Jimiego Hendriksa i The Three Stooges, poszukuje wokalisty. Odpowiedział na nie Chris Cornell. Jak wspominał Dentino: „Kiedy pierwszy raz go [Cornella] spotkałem, był punkiem, miał może z 18 lat. Miał krótkie włosy i był kucharzem”. Po zarezerwowaniu kilku terminów koncertów w lokalnych klubach, Yamamoto, grający na mandolinie zrezygnował. Thayil z konieczności grał na gitarze basowej. Pierwszy występ zespołu odbył się w Morning Star Cafe w Seattle. Muzycy prezentowali na występach covery, m.in. z repertuaru The Allman Brothers Band, The Doors i Jimiego Hendriksa. W tym czasie Cornell zamieszkał w domu Yamamoto i muzycy rozpoczęli wspólne jammowanie. Wkrótce dołączył do nich Thayil. Z uwagi na uzależnienie od narkotyków, Dentino opuścił The Shemps.

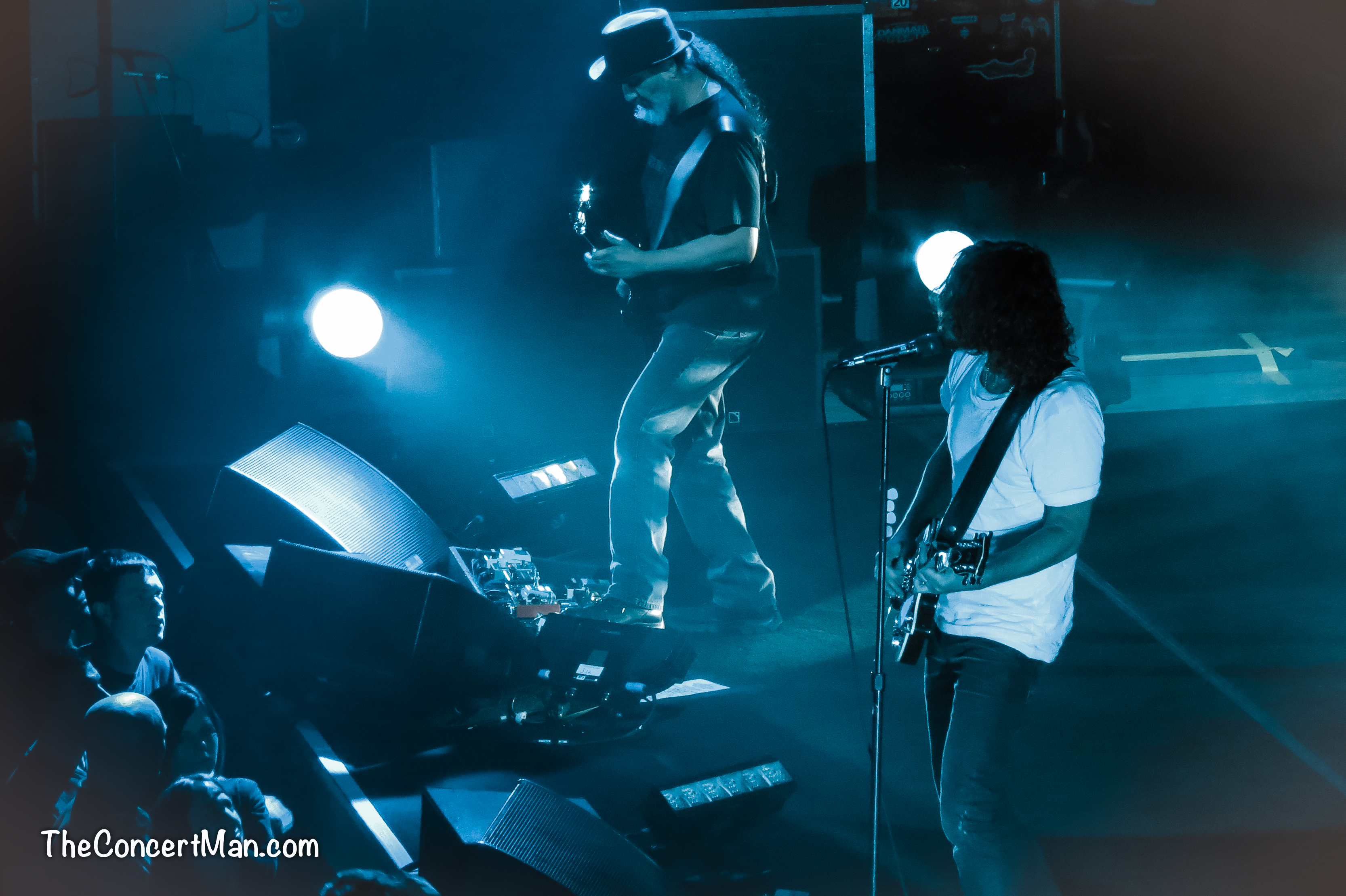
Kim Thayil i Chris Cornell (2013)

Po rozwiązaniu The Shemps Cornell, Thayil i Yamamoto postanowili utworzyć nowy zespół – Soundgarden. Nazwę zaczerpnęli od A Sound Garden, artystycznej instalacji dźwiękowej mieszczącej się w parku Magnuson na terenie Seattle. Po upływie dwóch miesięcy muzycy mieli gotowy zestaw 15 utworów, który nazwali The First 15. Trzy miesiące później zagrali pierwszy koncert, występując jako support dla nowojorskiego zespołu 3 Teens Kill 4. W lutym 1985 Cornell (śpiew, perkusja), Thayil (gitara) i Yamamoto (gitara basowa) zagrali drugi występ, poprzedzając koncert Hüsker Dü i The Melvins w klubie Gorilla Gardens. Brzmienie zespołu nawiązywało ówcześnie do nurtu nowej fali i post-punku. Jak wspominał Yamamoto, „niekoniecznie byliśmy zespołem grunge’owym”.
24 kwietnia muzycy, przy współpracy Jacka Endino, zarejestrowali album demo 6 Songs for Bruce. W jego skład weszło siedem kompozycji, z których część została wykorzystana na późniejszych wydawnictwach Soundgarden. Członkowie zespołu zdecydowali się na zatrudnienie perkusisty, aby Cornell mógł skupić się jedynie na śpiewaniu. Przyjęty został Scott Sundquist, który pracował wcześniej z Cornellem w restauracji Ray’s Boathouse. Pierwszymi wspólnymi nagraniami były trzy utwory – „Heretic”, „All Your Lies” i „Tears to Forget”, które zostały zamieszczone na kompilacji Deep Six (1986), wydanej nakładem wytwórni C/Z. 1 kwietnia 1986 muzycy wystąpili na imprezie promującej wydanie składanki. W 1986, po około półtora roku wspólnych koncertów, zespół opuścił Sundquist z powodów rodzinnych. „Dla mnie to były najlepsze dni Soundgarden. Po odejściu Scotta byliśmy bardziej «osobami», które grały w zespole.  Kiedy bawiliśmy się ze Scottem, byliśmy jak rodzina” – wspominał Yamamoto. Miejsce Sundquista, za namową Thayila, zajął Matt Cameron, występujący ówcześnie w Skin Yard.
Z uwagi na coraz większe zainteresowanie swoją twórczością, muzycy zdecydowali się zatrudnić Susan Silver do pełnienia funkcji menedżera. „Potrzebowaliśmy kogoś, kto pomoże nam zakontraktować koncerty – szczególnie, gdy jakiś większy zespół pojawiał się w Paramount Theatre lub Moore Theatre. Chcieliśmy mieć możliwość uczestniczenia w tych występach, a Susan była lokalnym promotorem, który mógł nam w tym pomóc” – wspominał Thayil. Jonathan Poneman, DJ lokalnej rozgłośni KCMU, wyraził pochlebną opinię po obejrzeniu jednego z występów Soundgarden w 1985. Thayil przedstawił go Bruce’owi Pavittowi, z którym uczęszczał do szkoły średniej w Park Forest. Za namową Thayila Poneman i Pavitt nawiązali współpracę, finansując pierwsze nagrania Soundgarden – w czerwcu 1987 nakładem Sub Pop ukazał się pierwszy singel zespołu „Hunted Down”, który promował wydany 1 października minialbum Screaming Life. Rok później został opublikowany drugi minialbum – Fopp, wyprodukowany przez Steve’a Fiska.

### Ultramega OK(1988–1989)

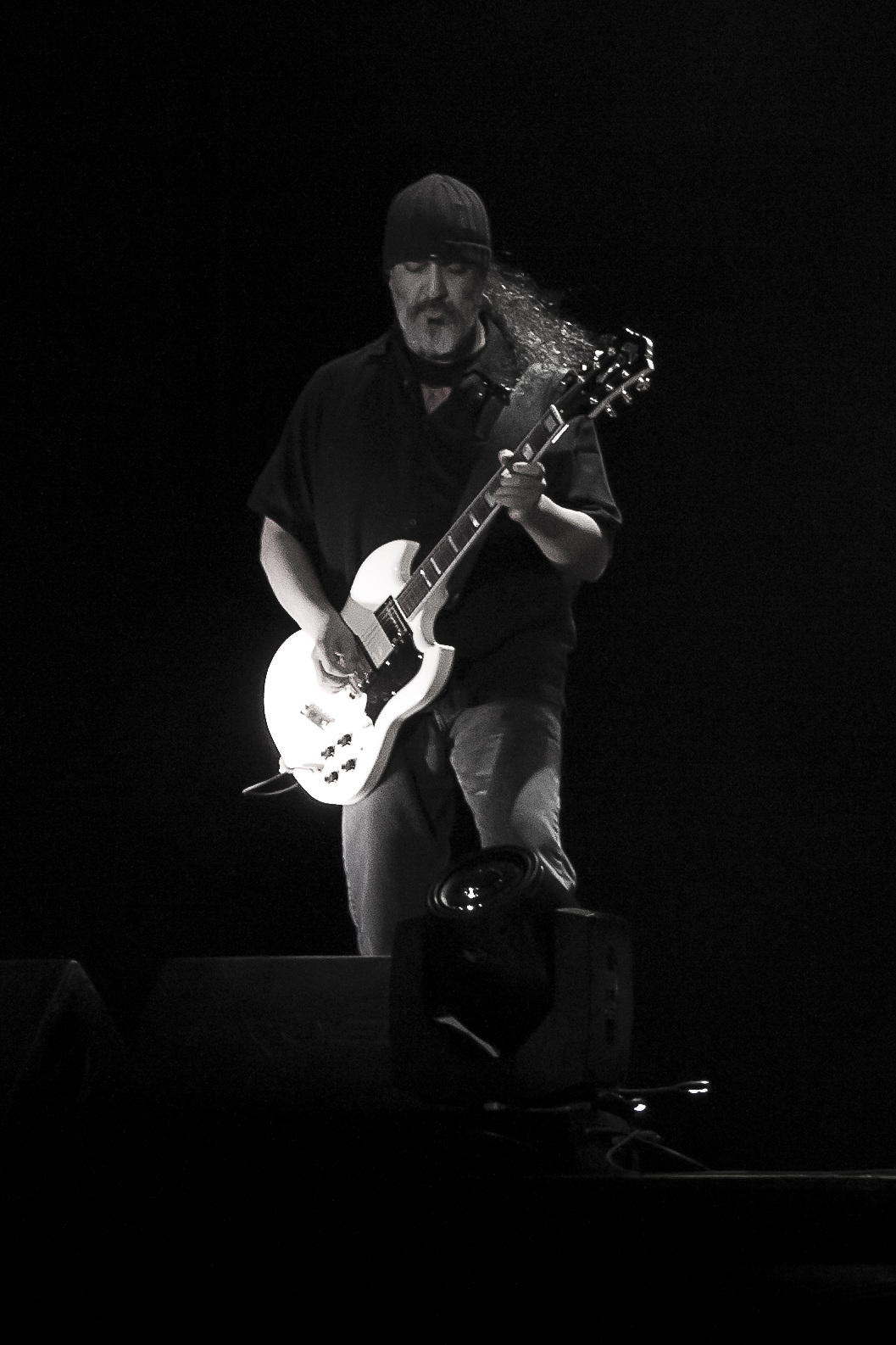
Styl Thayila, zapoczątkowany na Ultramega OK, łączył elementy tradycyjnego hard rocka, punk rocka i psychodelii

W 1988 muzycy podpisali kontrakt z niezależną wytwórnią kalifornijską SST, mimo że wiele koncernów płytowych o znacznie większej renomie wyrażało zainteresowanie zespołem. Przedstawiciele SST zdecydowali się na kontrakt z Soundgarden po obejrzeniu nagranego koncertu zespołu w Ellensburgu w 1987. Debiutancki album studyjny Ultramega OK został opublikowany 31 października. Procesem produkcji materiału zajął się Drew Canulette, a sesja odbyła się w Seattle i w Newberg w stanie Oregon. W wywiadzie dla „Kerrang!” Cornell przyznał, że „popełniliśmy ogromny błąd z Ultramega OK. To powinna być jedna z naszych najlepszych płyt. W rezultacie spowolniła jednak bieg kariery, bo nie brzmieliśmy jak my”. Album zawierał psychodeliczne elementy połączone z hardrockową tradycją przełomu lat 60. i 70., agresję i punkrockowy „brud” oraz wpływy lokalnych zespołów garażowych i proto-grunge’owych. Płyta otrzymała zróżnicowane recenzje, a krytycy zarzucali jej brak spójności. Ultramega OK promowany był singlem „Flower”, którego teledysk, zrealizowany przy niskim nakładzie finansowym, emitowany był w MTV.
Od grudnia 1988 do stycznia 1989 muzycy odbyli w London Bridge Studio sesję drugiego albumu studyjnego, wyprodukowanego przez Terry’ego Date. Promując Ultraomega OK Soundgarden zagrał wiosną trasę koncertową po Stanach Zjednoczonych, a w maju członkowie zespołu po raz pierwszy odwiedzili kontynent europejski. Po zakończeniu tournée Yamamoto, z uwagi na rosnącą rozpoznawalność, presję i większą liczbę koncertów, opuścił szeregi zespołu. „Staliśmy się więksi, niż mogłem sobie wyobrazić – nie byłem wtedy na to naprawdę gotowy. Nie tego chciałem od muzyki. Wydaje mi się, że promocja mnie wystraszyła – reklama i promocja. Te rzeczy wydają mi się bardzo obce” – argumentował. Muzyk powrócił na wyższą uczelnię, a w jego miejsce przyjęto Jasona Evermana, występującego wcześniej przez krótki czas w Nirvanie. „Z pewnością było to dla nas bolesne, ponieważ [Yamamoto] był współzałożycielem i znaczącą częścią twórczą zespołu – w naszym dźwięku” – przyznawał Thayil.

### Louder Than Love(1989–1990)
Za pośrednictwem Aarona Jacovesa, ówczesnego dyrektora A&R w A&M, członkowie zespołu podpisali kontrakt z wytwórnią, choć prowadzono również negocjacje z kilkoma innymi firmami, w tym z Capitol, Epic i Gefeen. „Uderzyła mnie energia. Surowość. I głos Chrisa Cornella” – wspominał Jacoves. Dzięki temu Soundgarden stał się pierwszym wykonawcą ze sceny Seattle, który związał się umową z dużą wytwórnią fonograficzną.
5 września opublikowano drugi album studyjny Louder Than Love. Zdaniem Date w trakcie sesji zespół najwięcej czasu poświęcał na eksperymentowanie z układaniem warstw gitar. Thayil przyznawał, że główną inspirację stanowiły brytyjskie zespoły post-punkowe pokroju Bauhaus i Killing Joke. Steve Huey z AllMusic zaznaczył, że „Soundgarden zrobił krok w kierunku głównego nurtu heavy metalu, z wolnymi, szlifowanymi riffami spod znaku Black Sabbath i Led Zeppelin oraz wysokim śpiewem Cornella”. Album promowały single „Loud Love” i „Hands All Over”, które zostały odnotowane na listach przebojów w Wielkiej Brytanii (87. i 82. miejsce). Z powodu niektórych tekstów, zwłaszcza w utworach „Hands All Over” i „Big Dumb Sex”, gdzie w tym drugim słowo „fuck” pada 34 razy, zespół miał problemy z dystrybucją i sprzedażą detaliczną albumu.

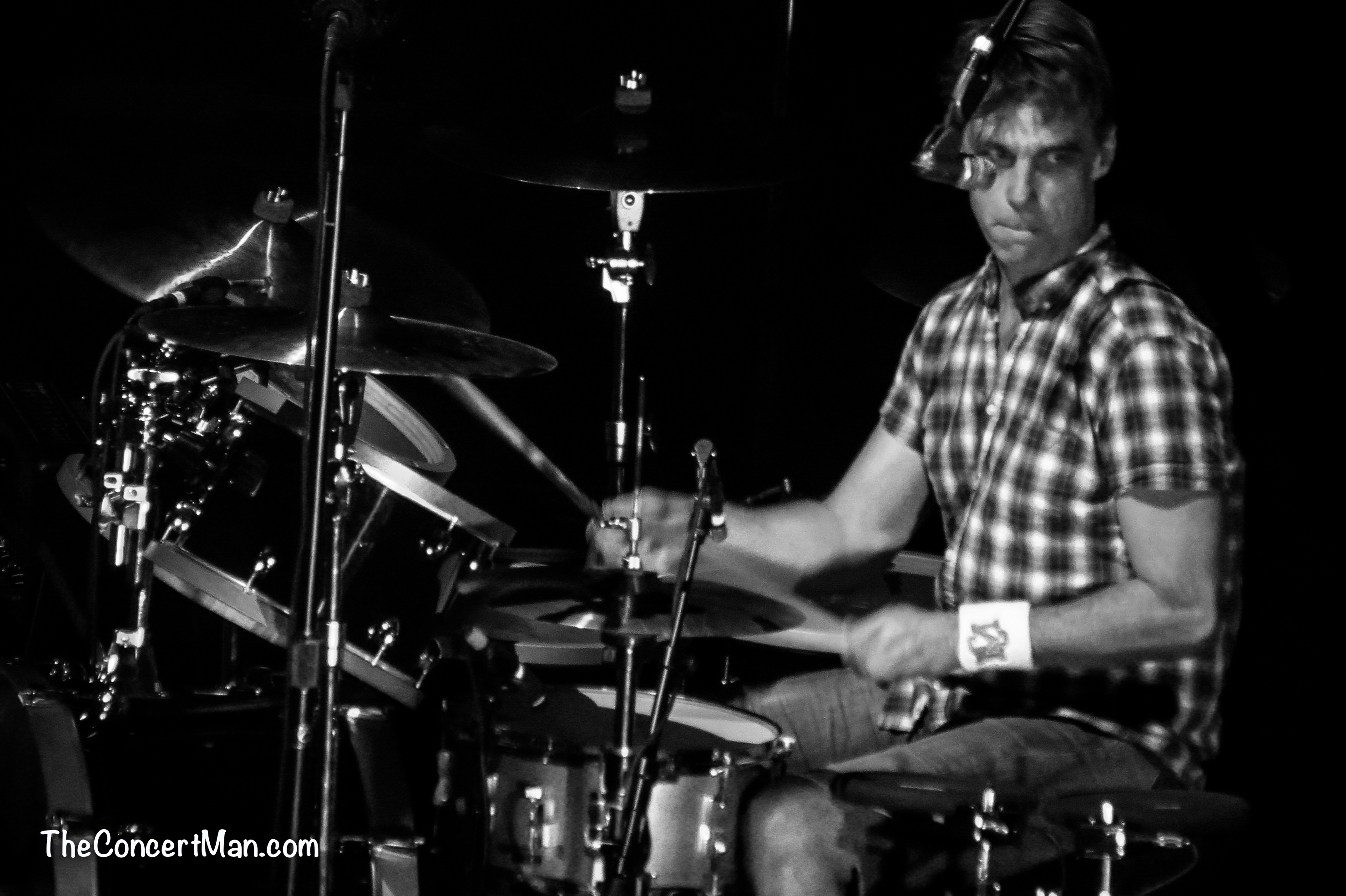
Matt Cameron, 18 stycznia 2013

Od stycznia do marca 1990 Soundgarden występował wraz z Faith No More na trasie po Stanach Zjednoczonych, otwierając występy dla thrashmetalowej kapeli Voivod. Ultramega OK został w lutym wyróżniony nominacją do nagrody Grammy w kategorii Best Metal Performance. 10 marca Louder Than Love zadebiutował na 108. pozycji w zestawieniu Billboard 200. W maju Sub Pop wydało pierwszą składankę grupy – Screaming Life/Fopp, na której znalazł się materiał zarejestrowany na dwóch minialbumach z 1987 i 1988.
22 maja A&M wydało wideo Louder than Live, będące zapisem dwóch koncertów z 7 i 10 grudnia 1989 w klubie Whisky a Go Go w Los Angeles. Po zakończeniu europejskiej części tournée w połowie roku, Everman został zwolniony z zespołu. Thayil przyznał, że „nie tworzyliśmy całości”. Sugestią Cornella na następcę Evermana był Ben Shepherd, z którym zespół odbywał próby po odejściu Yamamoto. Thayil podkreślał, że dzięki tej zmianie „czuliśmy się jak zespół, jak bracia”. Pierwszy występ ze Shepherdem w składzie odbył się 29 czerwca w Roskilde w ramach tamtejszego festiwalu. 1 października, w limitowanym nakładzie 5 tys. sztuk, ukazał się w formacie winylowym singel „Room a Thousand Years Wide”, nagrany  dla Sup Pop w ramach Sup Pop Singles Club. W październiku zespół opublikował trzeci minialbum – Loudest Love, w skład którego weszły m.in. trzy kompozycje z Louder Than Love oraz cover The Beatles z płyty Abbey Road (1969) „Come Together”, który był jedynym nagraniem zrealizowanym przez zespół z Evermanem podczas sesji w Reciprocal Recording.
W ocenie Pavitta Soundgarden był „siłą napędową sceny Seattle” w latach 1988–1990.
Po przedwczesnej śmierci frontmana Mother Love Bone, Andrew Wooda w 1990, Cornell, będący bliskim przyjacielem muzyka, napisał w trakcie trwania europejskiej trasy z Soundgarden dwie kompozycje – „Reach Down” i „Say Hello 2 Heaven”. Po powrocie do domu zaprosił do współpracy Jeffa Amenta i Stone’a Gossarda. Skład zasilili gitarzysta Mike McCready i Matt Cameron. W nagraniach udział wziął także Eddie Vedder. Efektem kilkutygodniowej sesji był album studyjny Temple of the Dog (1991) wyprodukowany przez Ricka Parashara.

### Badmotorfinger(1991–1993)

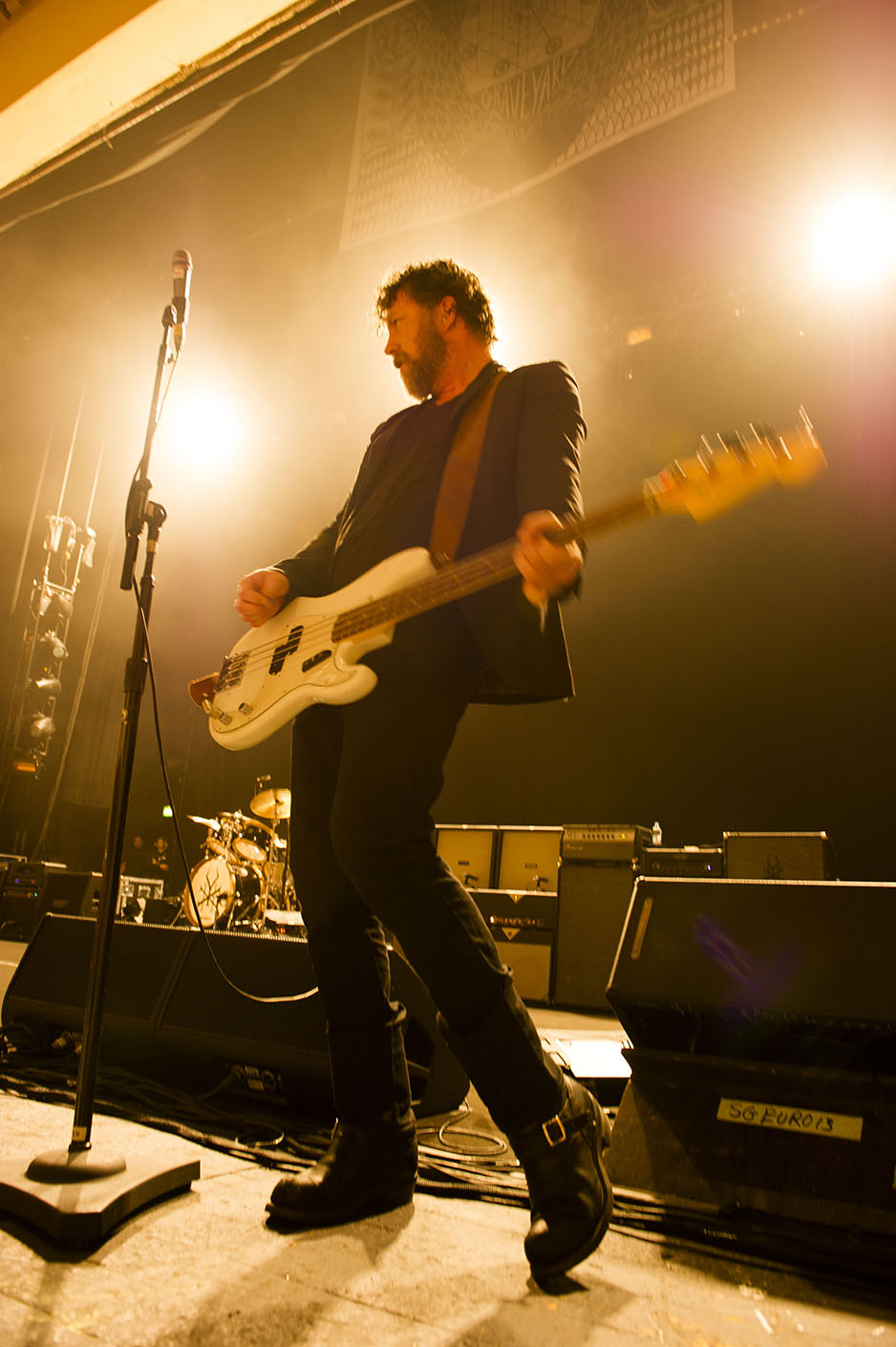
Ben Shepherd dołączył do zespołu w czerwcu 1990 i wniósł istotny wkład w materiał na albumie studyjnym Badmotorfinger (1991)

Wiosną 1991, przy ponownej współpracy Date, zespół rozpoczął sesję do nowego albumu. Producent podkreślał, że Shepherd wniósł świeżość w szeregi Soundgarden. Z kolei Cameron uważał, że sesja była „szybka i skuteczna”. Premiera Badmotorfinger odbyła się 8 października, zaledwie dwa tygodnie po przełomowym Nevermind Nirvany. W opinii Jacoba McMurraya, autora książki Taking Punk to the Masses: From Nowhere to Nevermind, trzeci album studyjny Soundgarden był „ciężką i skomplikowaną płytą”, a wpływy Led Zeppelin z Louder Than Love zostały wyparte przez „agresywny huk i dysonans”. Richard Cromelin z „Los Angeles Timesa” zwrócił uwagę na fakt, że w porównaniu do poprzednich wydawnictw, zespół wprowadził więcej „progresywnych i psychodelicznych momentów, humanizujących muzykę z bluesowym podtekstem”. Cameron przyznał, że album był mroczniejszy od poprzednich i cechował się zwiększoną głośnością partii basowych. Badmotorfinger promowany był przez trzy single – „Jesus Christ Pose”, „Outshined” i „Rusty Cage”, które cieszyły się uznaniem i często były emitowane w MTV, dzięki czemu zespół zaczął docierać do szerszego grona odbiorców. Mimo tego teledysk do pierwszego z utworów został zdjęty z anteny, z powodu kontrowersji i przekazu antychrześcijańskiego. Muzycy odpierali zarzuty, a Cornell argumentował na łamach magazynu „Spin”, że „utwór nie miał na celu przekazu antychrześcijańskiego, tylko krytykował osoby publiczne, wykorzystujące symbole religijne do przedstawienia siebie jako nękanych i prześladowanych”.
W kwietniu członkowie zespołu wystąpili obok Alice in Chains w filmie obyczajowym Samotnicy (reż. Cameron Crowe). Muzycy, mimo protestów ze strony wytwórni, zamieścili na ścieżce dźwiękowej kompozycję „Birth Ritual”, która została skomponowana w trakcie sesji do albumu Badmotorfinger. W filmie wykorzystano także wersję demo utworu „Spoonman”. Tytuł, odnoszący się do ulicznego artysty grającego na łyżkach, zaproponował basista Pearl Jam, Jeff Ament, z którym Soundgarden współpracował na planie filmowym.
Od października do listopada zespół intensywnie koncertował w Stanach Zjednoczonych w ramach trasy promocyjnej. Na przełomie 1991 i 1992 Soundgarden otwierał występy dla Guns N’ Roses w ramach Use Your Illusion Tour w Stanach Zjednoczonych. Mimo reprezentowania odmiennych stylów muzycznych, relacje pomiędzy obydwoma zespołami były przyjazne, choć członkowie Soundgarden nie byli zadowoleni ze wspólnej trasy, a część załogi Guns N’ Roses nazywała ich żartobliwie „Frowngarden”. Udział w trasie doprowadził do rozłamu pomiędzy zespołem a częścią zagorzałych fanów, wywodzących się w kręgów punk rocka. Po zakończeniu tournée grupa przez trzy tygodnie wspierała w lutym 1992 Skid Row w Stanach Zjednoczonych, zastępując Panterę, a w marcu koncertowała w Europie. Kontrowersje związane z teledyskiem do „Jesus Christ Pose” spowodowały, że w trakcie występów na Wyspach Brytyjskich muzycy otrzymywali pogróżki. W kwietniu Soundgarden odbył pierwszą trasę po Stanach Zjednoczonych w roli headlinera.

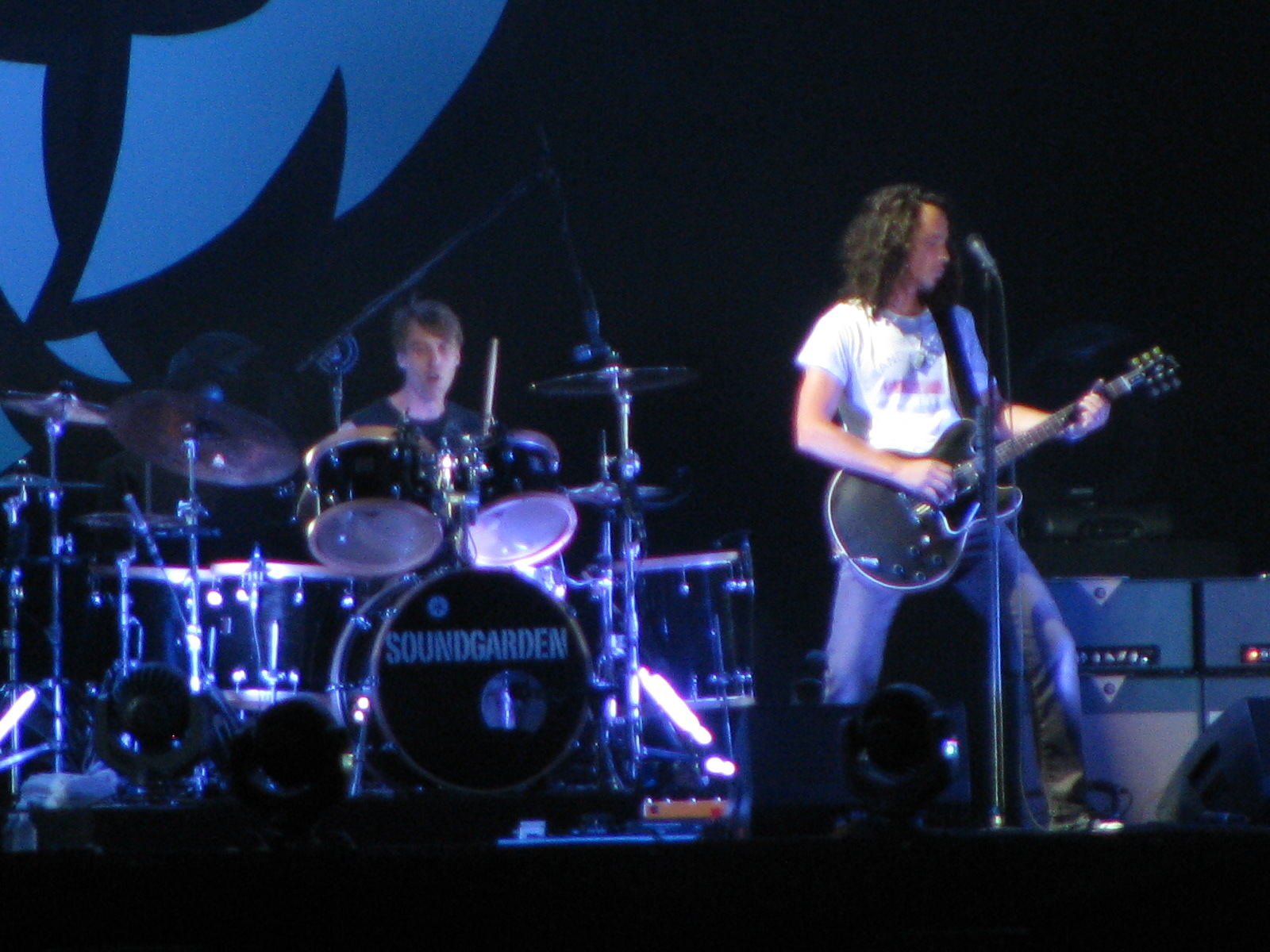
Matt Cameron i Chris Cornell w ramach koncertu Soundgarden na festiwalu Lollapalooza (2010)

25 lutego Badmotorfinger został nominowany do nagrody Grammy w kategorii Best Metal Performance, a cztery dni później zadebiutował na 39. lokacie w zestawieniu Billboard 200, utrzymując się na liście przez 60 tygodni. Wszystkie trzy single zostały odnotowane w Wielkiej Brytanii – „Jesus Christ Pose” na 30. miejscu, „Outshined” na 50. i „Rusty Cage” na 41. Drugi z utworów dotarł także do 45. miejsca na Mainstream Rock Songs, notowania opracowywanego przez tygodnik „Billboard”.
W czerwcu wytwórnia opublikowała czwarty minialbum o palindromicznej nazwie Satanoscillatemymetallicsonatas, który dołączony był do limitowanej edycji Badmotorfinger. Zawierał on premierową kompozycję „She’s a Politician” oraz trzy covery, w tym interpretację utworu Black Sabbath „Into the Void (Sealth)”, za którą Soundgarden został w 1993 nominowany do nagrody Grammy w kategorii Best Metal Performance. Latem wznowiono europejskie tournée z Guns N’ Roses, a do składu dołączyła formacja Faith No More. Od lipca do września członkowie zespołu występowali na głównej scenie w ramach festiwalu muzyki alternatywnej Lollapalooza, grając u boku Ministry, Pearl Jam i Red Hot Chili Peppers. 17 listopada ukazało się drugie wideo w dyskografii zespołu – Motorvision, będące zapisem dwóch koncertów w Paramount Theatre z 5 i 6 marca 1992. Pod koniec roku Badmotorfinger został zamieszczony, m.in. obok Dirt (1992) Alice in Chains i debiutu Temple of The Dog, na liście 100 najlepiej sprzedających się albumów roku. W styczniu 1993 uzyskał od Recording Industry Association of America (RIAA) certyfikat platyny w Stanach Zjednoczonych, za sprzedaż miliona egzemplarzy.
W 1993 Soundgarden przygotował kompozycję „Show Me” na album  kompilacyjny No Alternative dla Red Hot Organization, międzynarodowej organizacji charytatywnej zajmującej się walką z AIDS.

### Superunknown(1994–1995)

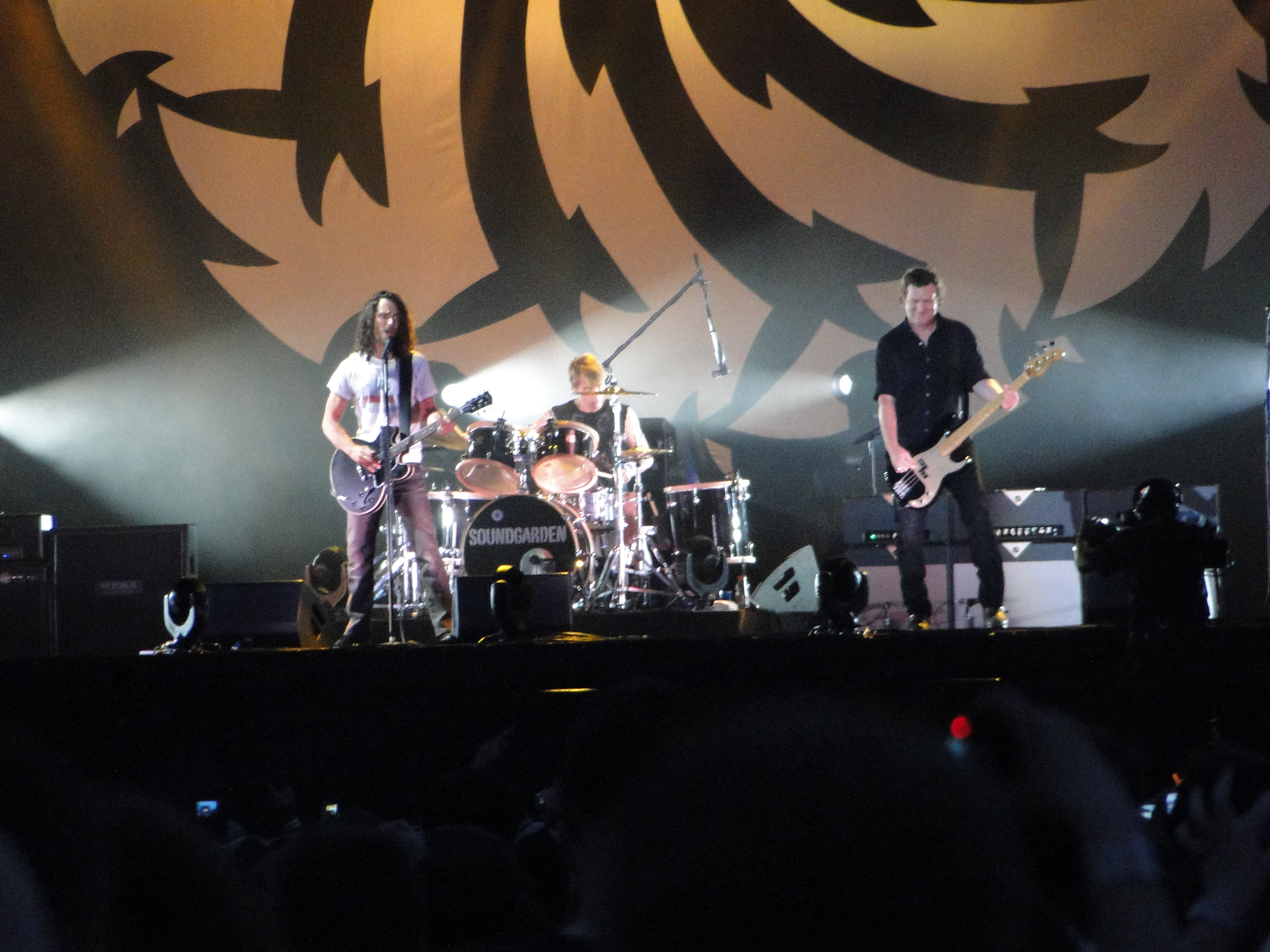
Chris Cornell, Matt Cameron i Ben Shepherd na festiwalu Lollapalooza w Chicago (2010)

Muzycy przystąpili do prac nad czwartym albumem studyjnym w lipcu 1993. Sesja trwała do listopada (została przerwana na krótko z uwagi na udział w trasie koncertowej Neila Younga) i odbyła się w Bad Animals Studio. Procesem produkcji zajął się Michael Beinhorn, znany ze współpracy z Red Hot Chili Peppers. W rozmowie z „Alternative Press” Cornell podkreślał, że muzycy pozostawili sobie większą swobodę w komponowaniu. Superunknown został opublikowany 8 marca 1994. Krytycy uznali go za magnum opus, największe osiągnięcie artystyczne zespołu. 26 marca zadebiutował on, jako pierwszy w dorobku grupy, na szczycie zestawienia Billboard 200, utrzymując się na liście przez 79 tygodni. 1. miejsce osiągnął również m.in. na listach w Kanadzie i Nowej Zelandii.
Kyle Anderson, autor książki Accidental Revolution: The Story of Grunge, zwracał uwagę na fakt, że pomimo złagodzenia brzmienia, zahaczającego momentami o strukturę popową, Superunknown był najmroczniejszym albumem Soundgarden. „Brzmiący bardziej jak Black Sabbath niż sam Sabbath, Superunknown był najlepszą godziną Soundgarden, a także ich największym hitem”. Jacob McMurray uważał, że „popowe odmiany piosenek ilustrowały coraz większy zasięg i wpływy Soundgarden. Od tego momentu byli mega gwiazdami rocka”. W porównaniu do wcześniejszych wydawnictw, muzycy zdecydowali się na większą melodyjność i przebojowość, czerpiąc inspirację m.in. z klasycznego rocka psychodelicznego i zespołu The Beatles. J.D. Considine z „Rolling Stone’a” napisał w swojej ocenie, że „płyta wykazuje daleko większy zasięg twórczy niż większość zespołów w ciągu całej kariery. W najlepszym wydaniu Superunknown oferuje bardziej oburzające wyobrażenie o alienacji i rozpaczy niż cokolwiek na In Utero [1993]”.
Superunknown promowany był przez pięć singli – „Spoonman”, „The Day I Tried to Live”, „Black Hole Sun”, „My Wave” i „Fell on Black Days”, które uplasowały się na czołowych lokatach notowania Mainstream Rock Songs, a psychodeliczna ballada „Black Hole Sun”, uważana za największy przebój w dorobku Soundgarden, osiągnęła 1. miejsce. Teledysk do „Black Hole Sun” przez kilkanaście miesięcy regularnie emitowany był w MTV.

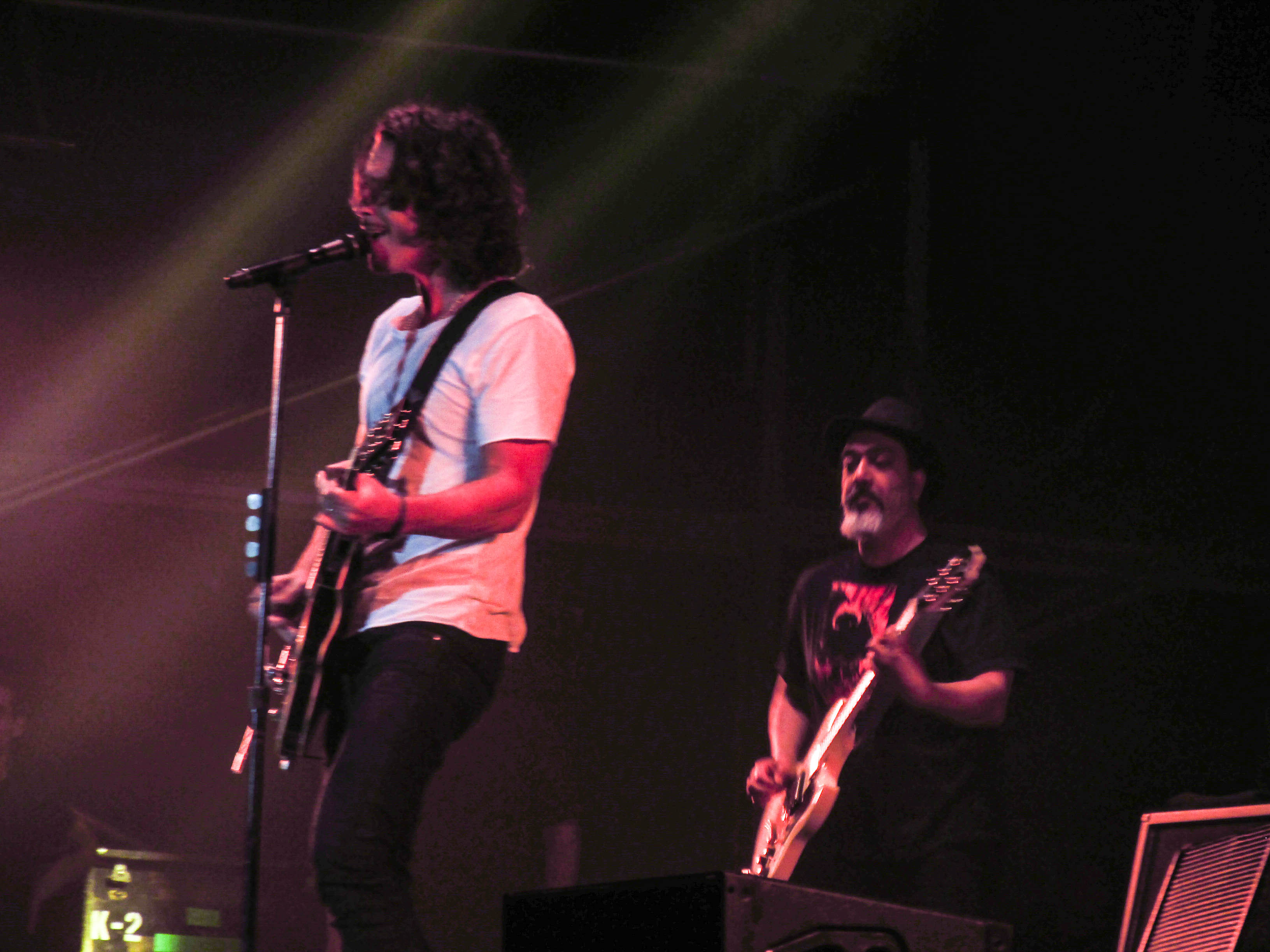
Cornell i Thayil w Auckland (2015)

Po wydaniu albumu muzycy intensywnie koncertowali, promując nowy materiał. Po występach na terenie Oceanii i Japonii, latem Soundgarden koncertował w Europie i w Stanach Zjednoczonych, przy wsparciu formacji TAD i Eleven. 13 sierpnia grupa zagrała na Memorial Stadium w Seattle, po czym odwołała dalszą część trasy, co było podyktowane problemami z głosem Cornella. 8 września, podczas 11. gali rozdania MTV Video Music Award w nowojorskiej Radio City Music Hall, teledysk do „Black Hole Sun” został nagrodzony statuetką w kategorii Best Metal/Hard Rock Video. 18 października Superunknown otrzymał certyfikat 3-krotnej platyny od RIAA, za sprzedaż trzech milionów kopii, dzięki czemu uplasował się on na 13. miejscu wśród najlepiej sprzedających się albumów 1994 roku.
1 marca 1995, w trakcie 37. gali wręczenia nagród Grammy w Shrine Auditorium, Soundgarden, spośród czterech uzyskanych nominacji, zdobył dwie statuetki – dla utworów „Spoonman” w kategorii Best Metal Performance i „Black Hole Sun” jako Best Hard Rock Performance. Nominację uzyskał również Superunknown w kategorii Best Rock Album i „Black Hole Sun” jako Best Rock Song. W połowie roku teledysk do „Black Hole Sun” otrzymał srebrną statuetkę Clio Award w kategorii Alternative Music Video. W sierpniu muzycy powrócili do koncertowania, występując na europejskich festiwalach, m.in. belgijskim Pukkelpop i angielskim Reading Festival. Cameron: „Trasa Superunknown była naszą pierwszą, na której w całości występowaliśmy jako headliner. Mieliśmy produkcję, system dźwiękowy i oświetlanie – i graliśmy na całym świecie. W przeważającej części to było dość zabawne”. Jesienią muzycy zarejestrowali w studiu Avast! Recording Company dwie premierowe kompozycje – „Blind Dogs” i „Kyle Petty”. Pierwszy z utworów został wykorzystany w filmie Przetrwać w Nowym Jorku (1995, reż. Scott Kalvert), drugi na charytatywnej składance Home Alive – The Art of Self Defense (1996).
21 listopada wytwórnia wydała czwarty minialbum Soundgarden – Songs from the Superunknown i CD-ROM Alive in the Superunknown, który zawierał dodatkowo różnego rodzaju multimedia.

### Down on the Upside(1995–1996)

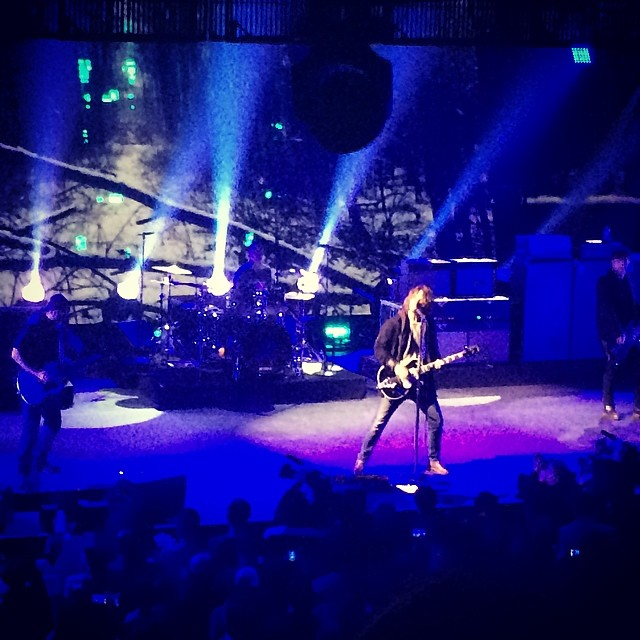
Soundgarden podczas koncertu w Austin w ramach iTunes Festival (2014)

Materiał na piąty album studyjny muzycy zaczęli przygotowywać z początkiem 1995. Po trudnych relacjach z Beinhornem zrezygnowali z producenta, a do współpracy wyznaczono Adama Kaspera, pełniącego funkcję inżyniera dźwięku przy Superunknown. Sesja trwała od listopada do lutego 1996 w studiu Litho w Seattle, należącym do Stone’a Gossarda. W trakcie nagrań częstokrotnie dochodziło do wewnętrznych sporów i konfliktów, zwłaszcza pomiędzy Cornellem i Thayilem, dotyczących wizji dalszego kierunku muzycznego zespołu. Wokalista opowiadał się za odejściem od cięższego brzmienia i charakterystycznego riffowania, będącego znakiem rozpoznawczym Soundgarden. „To może być trochę irytujące, jeśli nie jest się zadowolonym ze swojego wkładu twórczego, ale z drugiej strony wciąż pisałem wszystkie sola i tak naprawdę nie było ograniczeń, w częściach przelanych na gitarę” – argumentował Thayil na łamach magazynu „Guitar”. Zdaniem Camerona „nie cieszyliśmy się tym procesem tak bardzo jak kiedyś”. W porównaniu do wcześniejszych sesji, muzycy przygotowywali premierowe pomysły indywidualnie, rezygnując tym samym z pracy zespołowej. W konsekwencji Thayil skomponował tylko jeden utwór – „Never the Machine Forever”, przyznając że „współpraca coraz mniej się układała, mój udział był malejący”. Według Silver pomiędzy członkami zespołu coraz bardziej widoczny był brak komunikacji. Z kolei Cornell zmagał się z depresją i gorszym okresem w swoim życiu.
Premiera Down on the Upside odbyła się 21 maja. Album przyniósł ze sobą zmianę warstwy brzmieniowej; zawierał więcej akustycznych i alternatywnych rozwiązań, zahaczając momentami o elementy country rocka, punka i psychodelii. Jacob McMurray przyznawał, że „Down on the Upside poszerzył swoje brzmienie, włączając banjo i inne instrumenty elektroniczne”. David Browne z „Entertainment Weekly” napisał: „Niewiele zespołów prócz Led Zeppelin potrafiło tak lakonicznie mieszać instrumenty elektryczne z akustycznymi”. David Fricke z „Rolling Stone’a” podkreślał „szaloną jakość”, jednak wyrażał krytyczną opinię za „brak definiowania epizodów katharsis”. 8 czerwca album zadebiutował na 2. pozycji zestawienia Billboard 200. Promowany był czterema singlami – „Pretty Noose”, „Burden in My Hand”, „Blow Up the Outside World” i „Ty Cobb”, z czego drugi i trzeci utwór uplasował się na najwyższej lokacie Mainstream Rock Songs. W Wielkiej Brytanii singlowe kompozycje uplasowały się w Top 40. Mimo umiarkowanie entuzjastycznych recenzji, Down on the Upside odnotował gorsze wyniki sprzedaży niż Superunknown. 14 sierpnia uzyskał w Stanach Zjednoczonych certyfikat platyny, przyznany przez RIAA.

### Zawieszenie działalności (1996–2009)

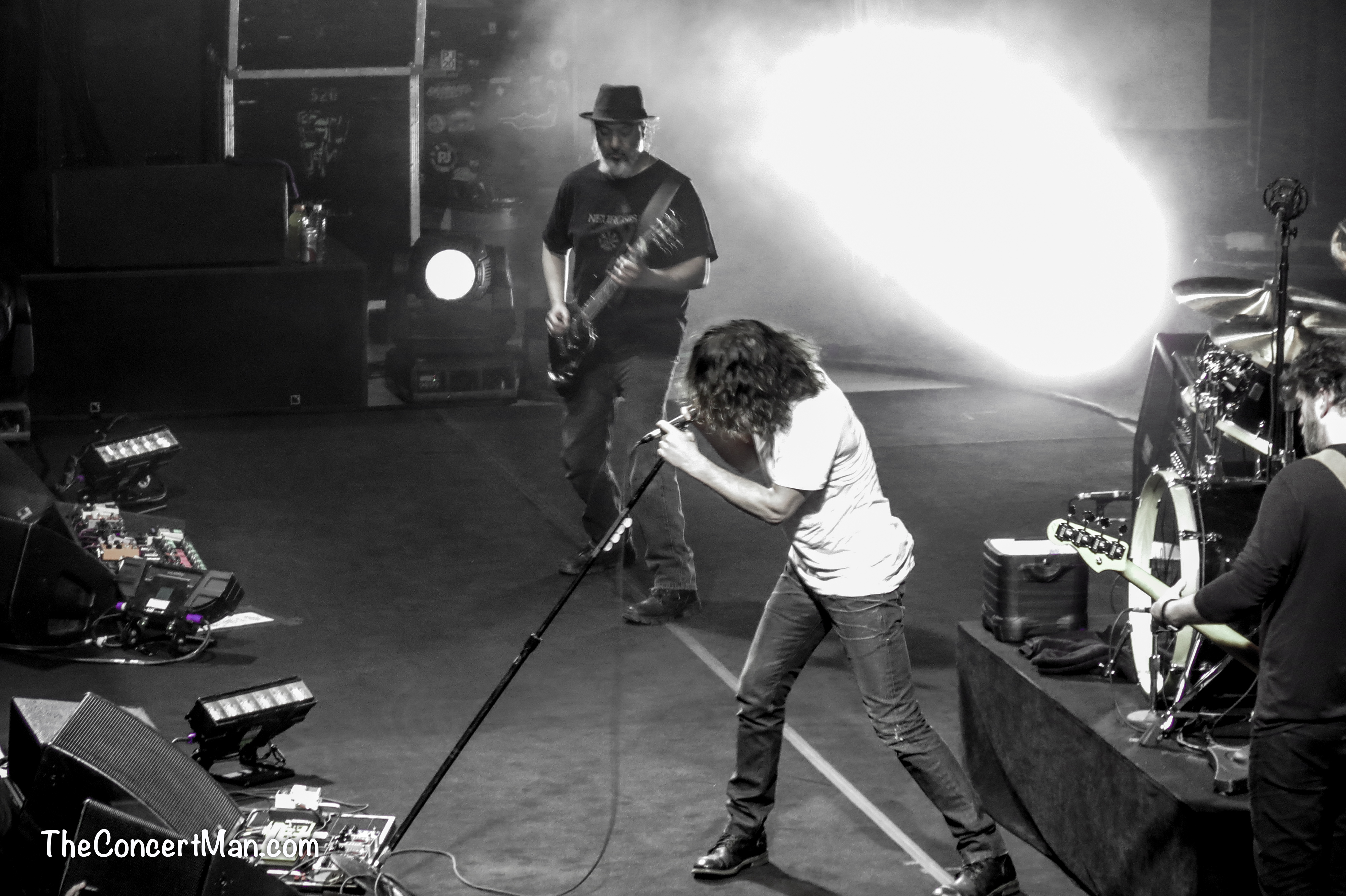
Kim Thayil i Chris Cornell (2013)

Promując album Soundgarden występował m.in. po raz drugi w ramach festiwalu Lollapalooza, grając na głównej scenie obok zespołów Metallica, Ramones, Rancid i Screaming Trees, po czym muzycy wyruszyli w światowe tournée. W trakcie trasy Cornell borykał się z alkoholizmem. „Grałem po pijanemu. Zanim wychodziłem na scenę, wypijałem sporą ilość wódki z lodem. I nie byłem wystarczająco świadomy, aby zrozumieć, że nie było to dobre. Nie śpiewałem też i nie grałem za dobrze” – wspominał. Shepherd, z uwagi na problemy osobiste, często wyładowywał swoją agresję na scenie. Cameron przyznawał, że „to był całkowity koszmar. Nie bawiliśmy się dobrze. Brzmieliśmy źle, występy były naprawdę niedobre. Rodzaj zawstydzenia”, dodając, że „tęskniliśmy za byciem mniejszym zespołem lub po prostu zespołem, który byłby całkowicie zainteresowany muzyką”. W trakcie koncertów nieustannie rosło napięcie pomiędzy muzykami. W ocenie Silver Cornell stawał się coraz bardziej wycofany, a Shepherd niejednokrotnie demonstrował swoją wrogość w stosunku do publiczności. Thayil przyznawał, że każdy z muzyków był nieszczęśliwy w owym czasie, a Cornell wziął na siebie rolę lidera w próbie komunikacji.
30 stycznia 1997, podczas koncertu w Hordern Pavillion w Sydney, Shepherd wyrzucił bas i zszedł w trakcie występu ze sceny. Zespół zagrał pięć utworów w trzyosobowym składzie. Podczas występu w Neal S. Blaisdell Center w Honolulu 9 lutego, wskutek awarii sprzętu, Shepherd w akcie frustracji zniszczył swój bas i wzmacniacz, po czym opuścił scenę. Chwilę po nim grę przerwała reszta muzyków. Cornell i Cameron, za namową Silver, wrócili i dokończyli koncert we dwóch, prezentując akustyczny set. „Ostatnia trasa była najbardziej kreatywną i niszczącą muzyką, jaką słyszałem lub w której brałem udział” – wspominał Shepherd.
Po powrocie do Seattle, Cornell poinformował resztę członków zespołu o swoim odejściu z Soundgarden. W międzyczasie utwór „Pretty Noose” nominowany był do nagrody Grammy w kategorii Best Hard Rock Performance, podczas 39. gali w Madison Square Garden. 8 kwietnia muzycy wydali oświadczenie dla prasy, informujące o zawieszeniu działalności. Wokalista zmagał się w tym czasie z alkoholizmem, ciężką depresją i powrotem do nałogu narkotykowego. Z początkiem listopada wytwórnia opublikowała drugą składankę w dyskografii Soundgarden – A-Sides, promowaną singlem „Bleed Together”, który dotarł do 13. lokaty Mainstream Rock Songs. Matt Cameron na łamach „Modern Drummer” odniósł się do decyzji o podjęciu zawieszenia działalności: „Pod względem kreatywnym byliśmy wciąż płodni i mogliśmy zrobić więcej płyt. Nie układały się jednak w ogóle nasze robocze stosunki, co przełożyło się na kontakty osobiste”.
W okresie zawieszenia działalności przez Soundgarden Cornell kontynuował karierę, nagrywając w latach 1999–2009 trzy albumy solowe i występując w supergrupie Audioslave, z którą wydał trzy albumy studyjne. Thayil sporadycznie udzielał się gościnnie w projektach innych artystów, m.in. w side-projekcie Probot (2004) Dave’a Grohla. Cameron na stałe dołączył do Pearl Jam, a Shepherd popadł w uzależnienie od alkoholu i leków przeciwbólowych. Udzielał się również w prowadzeniu baru Hazelwood.

### Reaktywacja (2009–2011)

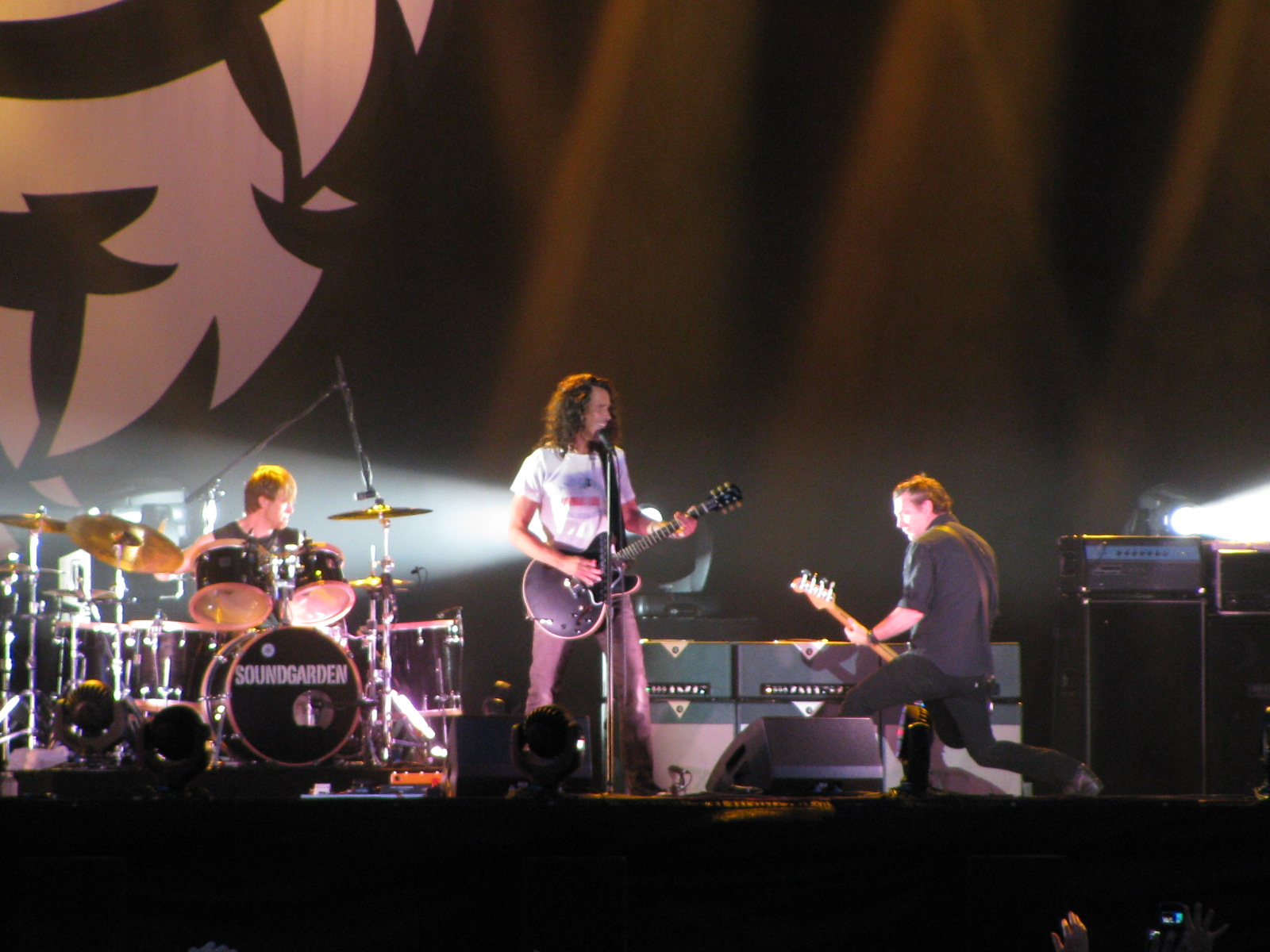
Soundgarden w trakcie koncertu na festiwalu Lollapalooza w Chicago, 8 sierpnia 2010

24 marca 2009 Thayil, Shepherd i Cameron wystąpili w klubie Crocodile Cafe. Rolę wokalisty pełnił Tad Doyle z formacji TAD. Cornell, z uwagi na promocję trzeciego albumu solowego, nie mógł wziąć udziału w koncercie, lecz przyznał, że był on „iskrą zapalną”. 1 stycznia 2010, po trzynastoletniej przerwie, wokalista zapowiedział za pośrednictwem swojego konta na Twitterze reaktywację Soundgarden. Na początku kwietnia oficjalnie poinformowano o powrocie zespołu. 16 kwietnia muzycy zagrali pierwszy reaktywacyjny koncert, który odbył się w klubie The Showbox w Seattle. Bilety, sprzedawane za pośrednictwem oficjalnej strony internetowej zespołu, zostały wyprzedane w 15 minut. Muzycy wystąpili pod szyldem Nudedragons, będącym anagramem Soundgarden. Koncert objął 19 utworów, w tym cover The Doors – „Waiting for the Sun”. 5 sierpnia członkowie Soundgarden zagrali drugi koncert w The Vic Theatre w Chicago. Bilety dostępne były tylko dla członków fanklubu. Również w sierpniu zespół po raz trzeci wystąpił na festiwalu Lollapalooza w Chicago.
29 września nakładem A&M ukazał się trzeci album kompilacyjny – retrospekcyjny box set Telephantasm, zawierający zestaw dwunastu kompozycji, będących podsumowaniem działalności Soundgarden w latach 1984–1997. W dniu premiery płyta uzyskała w Stanach Zjednoczonych certyfikat platyny, z racji dołączenia do pierwszego miliona egzemplarzy gry Guitar Hero: Warriors of Rock. Kompilację promował singel „Black Rain”, niewydany nigdy wcześniej utwór pochodzący z sesji do albumu Badmotorfinger. Dotarł on do 10. pozycji Mainstream Rock Songs. 13 lutego 2011, podczas 53. ceremonii wręczenia nagród Grammy w Staples Center, singel otrzymał nominację w kategorii Best Hard Rock Performance.
22 marca na rynku ukazał się kompilacyjno-koncertowy album Live on I5, będący zbiorem występów Soundgarden w ramach promocji Down on the Upside z listopada i grudnia 1996. Prócz własnych kompozycji, na płycie znalazły się również covery, m.in. „Helter Skelter” The Beatles i „Search and Destroy” z repertuaru The Stooges.

### King Animal(2011–2014)

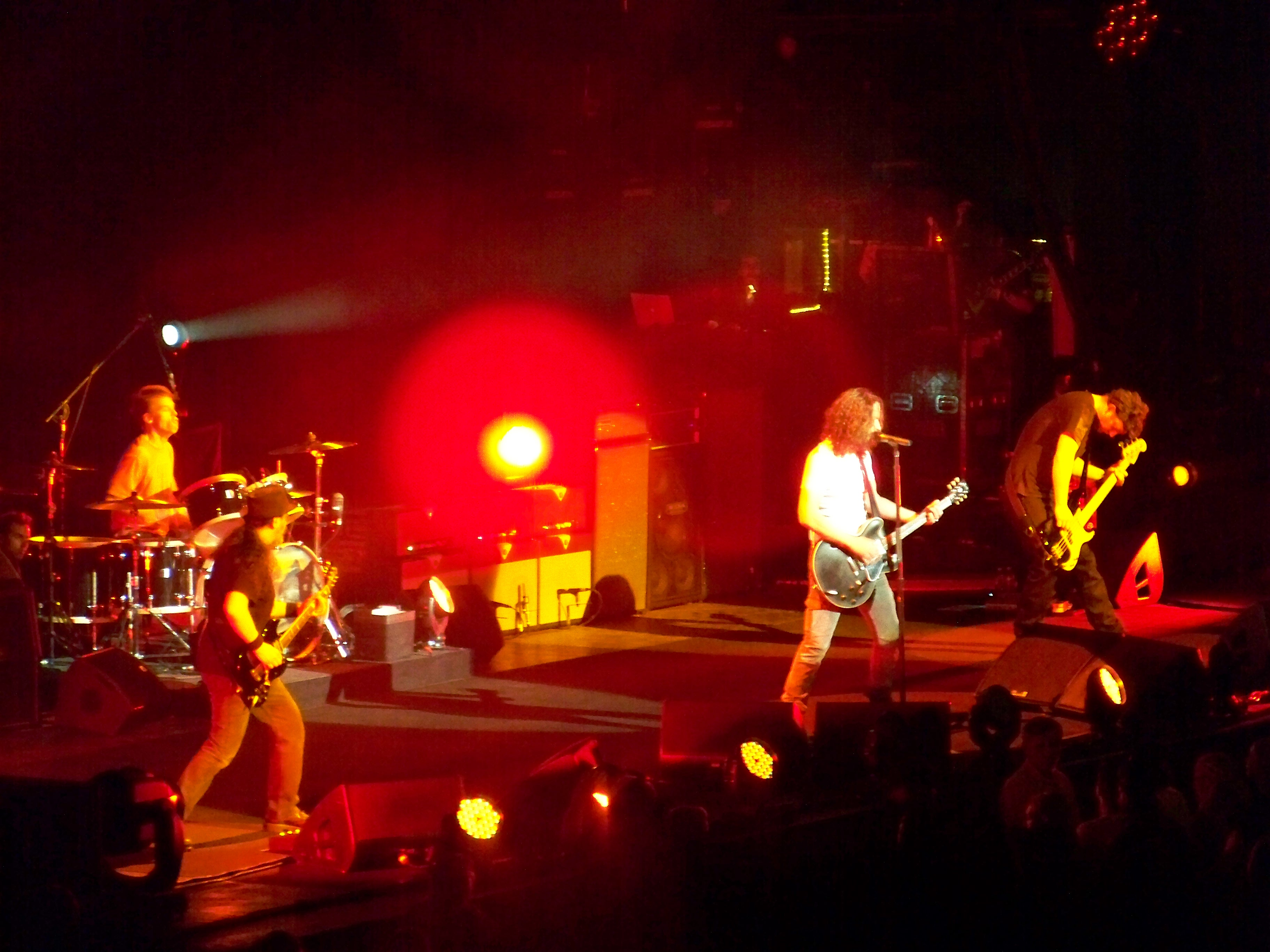
Soundgarden podczas koncertu w Xfinity Center, 10 lipca 2011

W lipcu Soundgarden zagrał trasę po Stanach Zjednoczonych przy wsparciu Mastodon, Meat Puppets i Queens of the Stone Age. Na przełomie stycznia i lutego 2012 zespół po raz drugi występował w ramach festiwalu Big Day Out w Australii i Nowej Zelandii. W 2012, na łamach „Toronto Sun”, Cornell odniósł się do reaktywacji Soundgarden i planów dotyczących nagrania nowej płyty studyjnej. „Najpierw chodziło o to, czy uda nam się poczuć dobrze w swoim towarzystwie. Potem czy uda nam się odnowić relację z naszymi fanami, w oparciu o stary materiał i ewentualne reedycje. To zaprowadziło nas do decyzji o zagraniu koncertu, potem trasy, a w końcu nowego albumu”. W marcu muzycy zarejestrowali premierowy utwór „Live to Rise”, skomponowany specjalnie na potrzeby ścieżki dźwiękowej do filmu Avengers (reż. Joss Whedon). 17 kwietnia kompozycja została opublikowana na singlu, a 19 maja dotarła do 1. pozycji Mainstream Rock Songs. Od maja do czerwca Soundgarden koncertował w Europie, występując m.in. w ramach Download Festival i Sonisphere Festival.
13 listopada nakładem wytwórni Republic ukazał się szósty album studyjny Soundgarden – King Animal, promowany singlem „Been Away Too Long”, który 22 grudnia osiągnął najwyższą pozycję Mainstream Rock Songs. Płyta cechowała się zróżnicowanym brzmieniem, zawierającym m.in. elementy rocka klasycznego, psychodelii oraz akustyczne rozwiązania. Album otrzymał w większości entuzjastyczne recenzje. 1 grudnia King Animal zadebiutował na 5. miejscu w zestawieniu Billboard 200. W celu dalszej promocji zespół opublikował drugi singel „By Crooked Steps”, który 4 maja również uplasował się na najwyższej pozycji Mainstream Rock Songs.
Zespół intensywnie promował nowy album na koncertach. Na trasie w 2014, w zastępstwie za Camerona, mającego zobowiązania względem Pearl Jam, występował Matt Chamberlain. Od marca do kwietnia muzycy grali w Ameryce Południowej w ramach Lollapalooza. Na przełomie czerwca i lipca Soundgarden odbył trasę po europejskich festiwalach. Z kolei od lipca do sierpnia, wspólnie z Nine Inch Nails, członkowie zespołu koncertowali w Stanach Zjednoczonych, przy wsparciu formacji Death Grips.
24 listopada nakładem A&M ukazał się kompilacyjny 3-płytowy box set Echo of Miles: Scattered Tracks Across the Path, zawierający m.in. rzadkie nagrania zespołu, nieopublikowany wcześniej materiał, koncertowe wersje utworów, covery i strony B singli.

### Planowany nowy album, śmierć Cornella (2015–2017)

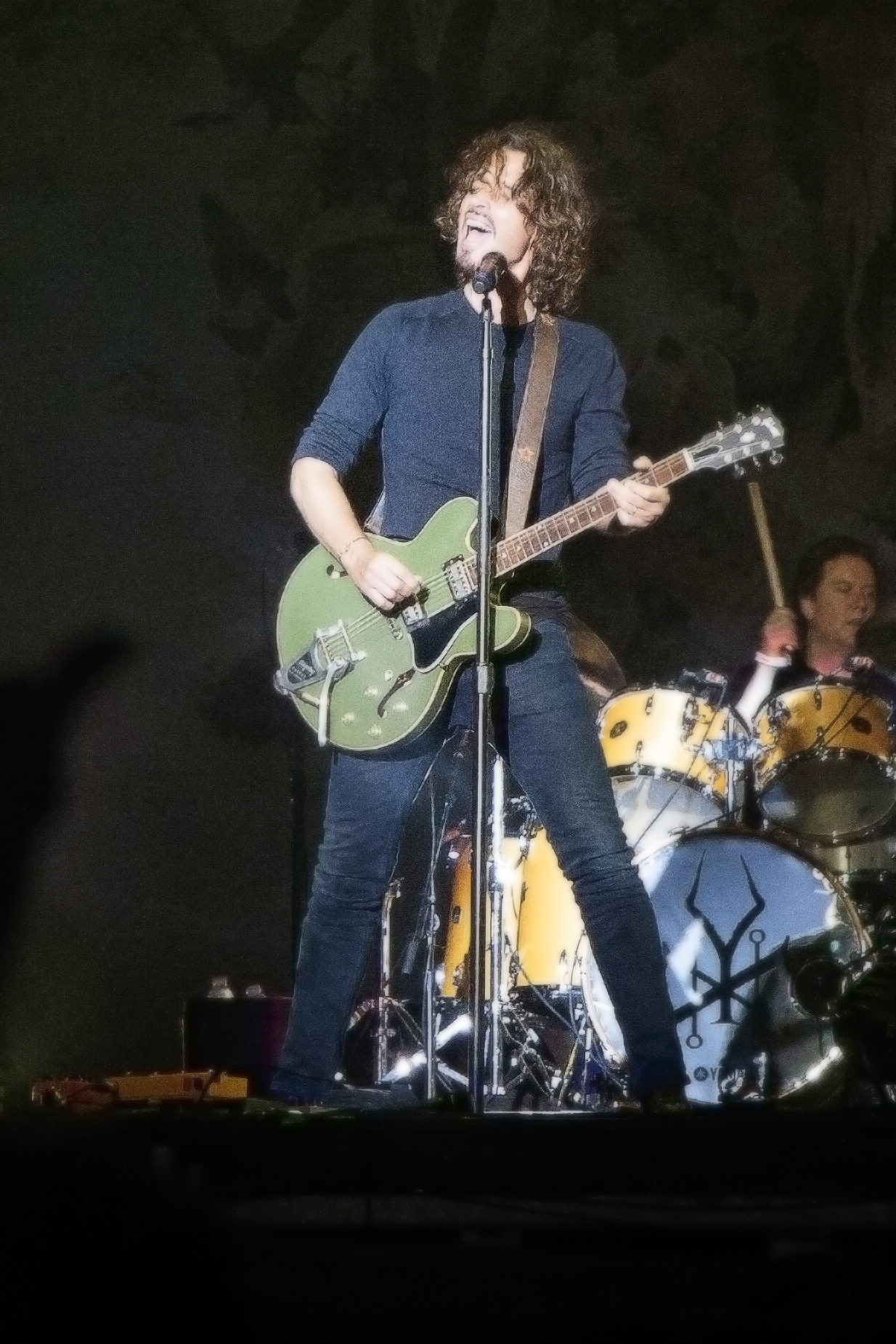
Samobójcza śmierć Cornella doprowadziła do rozwiązania Soundgarden w 2019

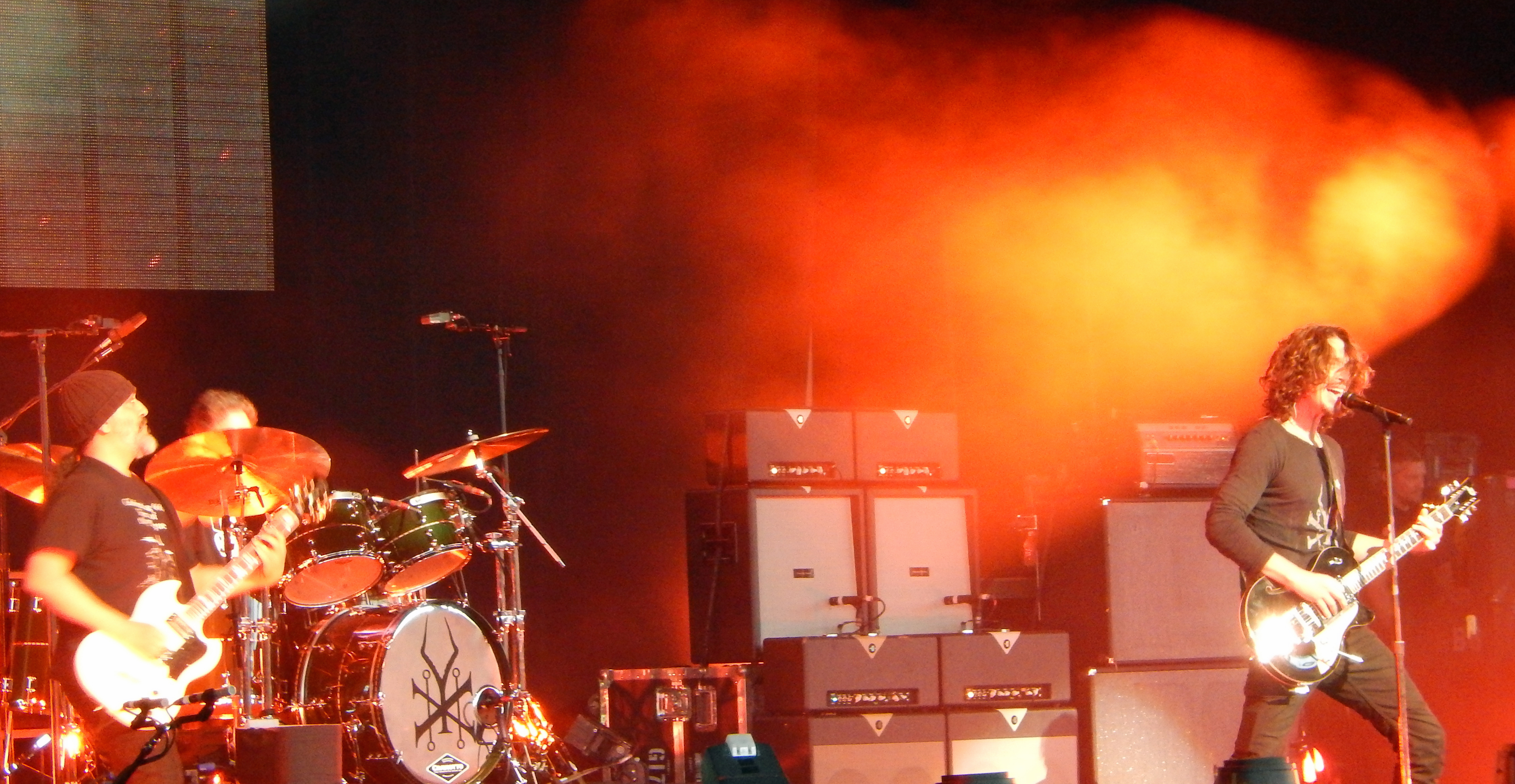
Soundgarden podczas koncertu w Tinley Park, 24 lipca 2014

Na przełomie lutego i marca 2015 Soundgarden koncertował wraz z Faith No More w ramach Soundwave Festival w Australii i Westfest w Nowej Zelandii. W rozmowie z The Pulse of Radio Cornell poinformował, że trwają prace nad premierowym materiałem Soundgarden „Zacząłem pracować nad kilkoma utworami, robimy nowy materiał”. Do końca 2015 muzycy zagrali niespełna 150 występów, kończąc tym samym promowanie King Animal. W 2016 zrezygnowali z aktywności koncertowej. Do 2016 King Animal odnotował sprzedaż na poziomie 235 tys. egzemplarzy w Stanach Zjednoczonych.
Występem w Tampa w stanie Floryda 28 kwietnia 2017 grupa zainaugurowała letnią trasę po Stanach Zjednoczonych. Na początku maja Cameron i Shepherd poinformowali, że zespół ma przygotowany materiał do nagrywania. Po zakończeniu koncertu w Fox Theatre w Detroit 17 maja, Cornell popełnił samobójstwo przez powieszenie w łazience pokoju hotelowego w MGM Grand Detroit. Podjęta na miejscu próba reanimacji nie przyniosła skutku. Muzyk zmarł w wieku 52 lat. W związku z tym wydarzeniem pozostali członkowie zespołu odwołali dalszą część trasy koncertowej.
Uroczystości pogrzebowe odbyły się 26 maja na Hollywood Forever Cemetery w Los Angeles. Prochy Cornella spoczęły obok wieloletniego przyjaciela muzyka, Johnny’ego Ramone. W ceremonii, prócz najbliższej rodziny i przyjaciół, udział wzięło także wielu artystów ze świata kultury.

### Zakończenie działalności (2018–2019)
W rozmowie z dziennikiem „The Seattle Times” z października 2018 Thayil wykluczył możliwość kontynuowania działalności pod szyldem Soundgarden. „W tej chwili nie bierzemy tego pod uwagę. A kiedy mówię «w tej chwili» prawdopodobnie mam na myśli nigdy (…) Nie wiem tak naprawdę, co jest możliwe i co będziemy rozważać w przyszłości, ale prawdopodobnie nic z tych rzeczy. Zespół to była nasza czwórka, a teraz zostało nas trzech”.
16 stycznia 2019 w Kia Forum w Inglewood odbył się specjalny koncert poświęcony pamięci wokalisty – I Am the Highway: A Tribute to Chris Cornell. Udział w nim wzięło wielu artystów, m.in. Adam Levine, Geezer Butler, Jeff Ament i Stone Gossard (Temple of the Dog, Pearl Jam), Jerry Cantrell i William DuVall (Alice in Chains), Joshua Homme, Perry Farrell, Tom Morello i Brad Wilk (Audioslave) oraz zespoły Foo Fighters, The Melvins i Metallica. Wystąpili również Thayil, Shepherd i Cameron pod szyldem Soundgarden, wykonując przy udziale gości kilka utworów z repertuaru zespołu. Cały dochód z koncertu przekazano na rzecz organizacji walczącej z pęcherzowym oddzielaniem się naskórka.
21 lipca ukazał się podwójny singel zawierający utwory „New Damage” i „Blind Dogs”, który promował wydane pięć dni później nakładem Universal, przy współpracy z UMe, koncertowe blu-ray Soundgarden – Live from the Artists Den. Album stanowił zapis koncertu zespołu z 17 lutego 2013 w Wiltern Theatre w Los Angeles, który odbył się w ramach amerykańskiej serii Live from the Artists Den, prezentującej występy artystów muzycznych w kameralnych sceneriach. Wydawnictwo zostało wydane w kilku wersjach, w tym na CD i kolorowych winylach oraz w limitowanych edycjach, zawierających dodatkowo m.in. wywiady z członkami zespołu.
15 października 2019 Soundgarden znalazł się wśród wielu artystów (m.in. Judas Priest, Motörhead,  Nine Inch Nails i Thin Lizzy) nominowanych do wprowadzenia do Rock and Roll Hall of Fame. Grupa zostanie wprowadzona do zostanie wprowadzona do RRHOF w 2025.

## Charakterystyka twórczości

### Styl muzyczny

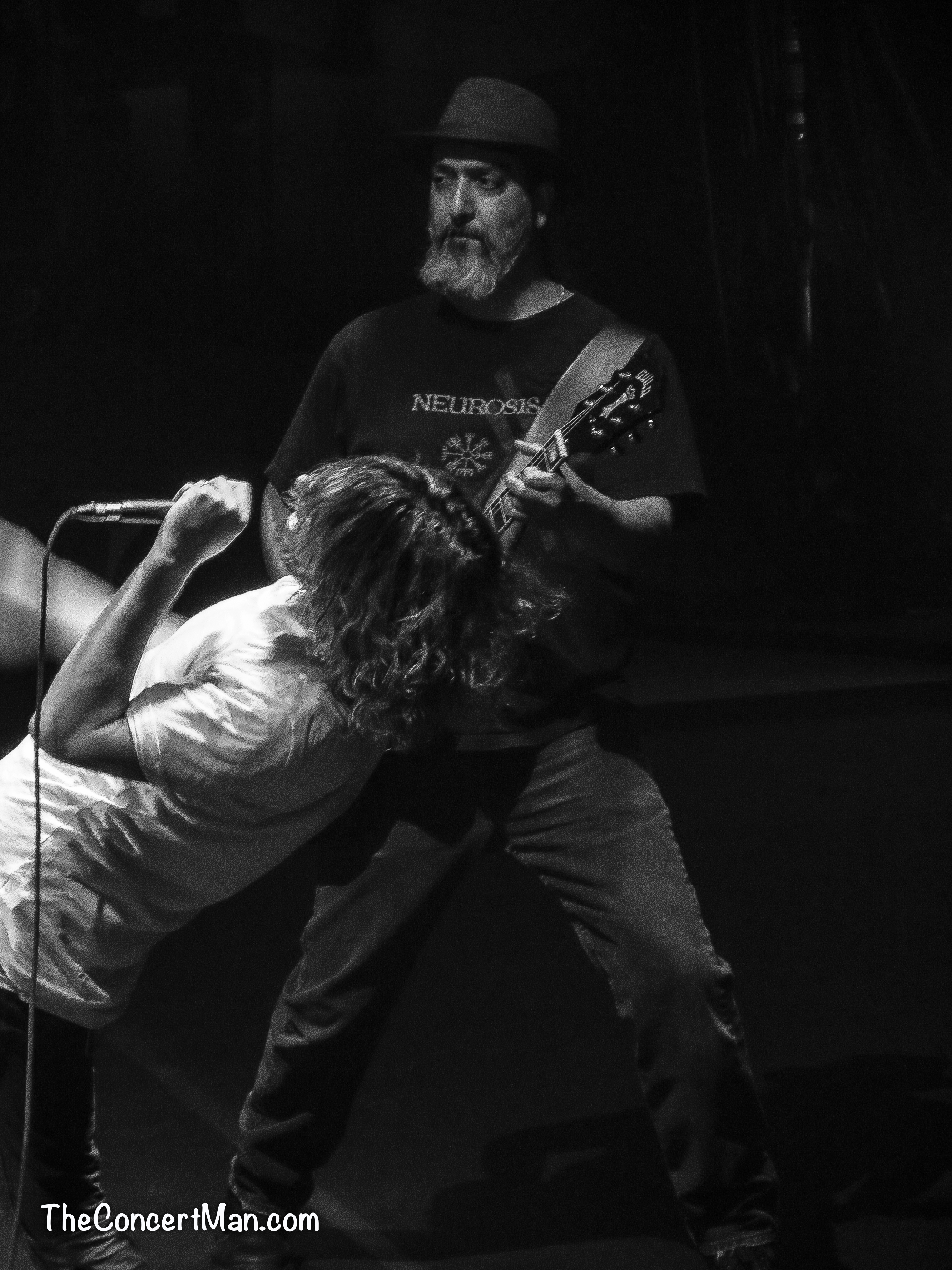
Chris Cornell i Kim Thayil przez lata tworzyli charakterystyczny styl muzyczny Soundgarden

Muzyka Soundgarden kategoryzowana jest przez krytyków jako grunge, heavy metal, metal alternatywny, rock alternatywny, rock psychodeliczny i rock klasyczny. Stephen Thomas Erlewine z serwisu AllMusic przyznał, że Soundgarden „wyrzeźbił miejsce dla heavy metalu w rocku alternatywnym. „Nie byli pierwszym zespołem, który czerpał z ciężkich, mulistych dźwięków lat 70. (…) Niemniej jednak Soundgarden spopularyzował metal w rocku alternatywnym, a nawet zatarł linię oddzielającą dwie subkultury”. Autor podkreślił, że łącząc powolne granie w stylu Black Sabbath z szerokim zasięgiem Led Zeppelin i estetyką punk rocka, „Soundgarden prezentował inteligencję z ironicznym poczuciem humoru, które zawdzięczał amerykańskiemu podziemiu lat 80. Ich muzyka zawierała podobne poczucie poszukiwania nowych horyzontów”. W opinii Erlewine’a głównymi cechami charakteryzującymi brzmienie zespołu były niekonwencjonalne stroje gitarowe, nieparzyste podziały i wysoki styl wokalny Chrisa Cornella (często porównywany do Jima Morrisona i Roberta Planta), kontrastujący z „pokrętnymi” riffami Kima Thayila”.
Henry Wilson z „Hit Paradera” określił zespół jako „świetny przykład technicznej biegłości, ubarwionej przez czułe emocje, prosto z serca”. Paul Brannigan opisał warstwę muzyczną grupy na łamach „Q” jako „w niewoli rocka lat 70., w pogardzie dla seksizmu i masochizmu”. Wczesne nagrania Soundgarden zostały określone przez Michaela Azerrada jako „składające się z ostrych neo-zeppelinizmów”, a wpływ na nie miała mieszanka punka, heavy metalu i noise rocka spod znaku Butthole Surfers. Podobnie jak inni wykonawcy sceny Seattle z początku lat 80., Soundgarden czerpał inspirację od brytyjskich zespołów post-punkowych, takich jak Bauhaus i Gang of Four, które w owych czasach wywarły wpływ na grupy z zachodniego wybrzeża Stanów Zjednoczonych. Formacja z Seattle często bywa również porównywana do The Beatles, Black Sabbath i Led Zeppelin. W ocenie Joela McIvera, autora książki Sabbath Bloody Sabbath (2007), „Soundgarden jest jednym z nielicznych zespołów, którego brzmienie najbliżej nawiązuje do oryginalnego dźwięku Black Sabbath”, zwłaszcza jeśli chodzi o styl riffowania. Thayil przyznawał, że „zajęło [nam] kilka lat, aby ewaluować w ten «punk zainspirowany Sabbathem». To był bardziej «Sabbath pod wpływem punka». Źródłem wszystkiego, czego słuchaliśmy, były takie rzeczy jak The Birthday Party, Killing Joke, Wire i Joy Division, a także Meat Puppets, Black Flag, Minor Threat i Butthole Surfers”.
W utworze „Nothing to Say” z minialbumu Screaming Life (1987) Thayil po raz pierwszy zastosował strój gitary nazywany „obniżonym D”, polegający na przestrojeniu najgrubszej struny zamiast zwykłego E, który podpatrzył u Buzza Osborne’a. Wraz z The Melvins Soundgarden był w Stanach Zjednoczonych pionierem w wykorzystaniu tego typu strojenia. Po wydaniu drugiego albumu Louder Than Love (1989) zespół zaczęto klasyfikować jako heavymetalowy, lecz muzycy odcinali się od tego typu skojarzeń. „To nie jest metalowa płyta (…) Nie jesteśmy wystarczająco ciężcy dla fanów speed metalu – gramy ciężki rock. Może neo–metal” – argumentował Cornell.
Kolejną cechą charakteryzującą brzmienie Soundgarden były nieparzyste podziały, szczególnie zapoczątkowane na trzecim albumie Badmotorfinger (1991). „Inspirowało mnie wtedy brzmienie Metalliki, a także The Melvins, i chciałem osiągnąć ten sam rodzaj przytłaczającego ciężaru” – przyznawał Thayil. Przykładem kompozycji, w których grupa zastosowała nieparzyste podziały są: „Fell on Black Days”, zagrany w 6/4, „Limo Wreck”, zagrany w 15/8 i „The Day I Tried to Live”, na przemian między sekcjami 7/8 i 4/4. Zdaniem Kyle’a Andersona Superunknown (1994), który czerpał w większym stopniu z psychodelii i rocka klasycznego, był „najbardziej tradycyjnym i najbardziej ezoterycznie brzmiącym albumem Soundgarden” i „ być może nigdy w historii brzmienie zespołu nie było tak funkcjonalne”.
Z uwagi na swoje pochodzenie (Seattle) Soundgarden klasyfikowany jest również jako zespół grunge’owy. W jednym z wywiadów Ben Shepherd wyznał, że nienawidzi tego terminu i wszystkiego co z nim związane.

### Teksty

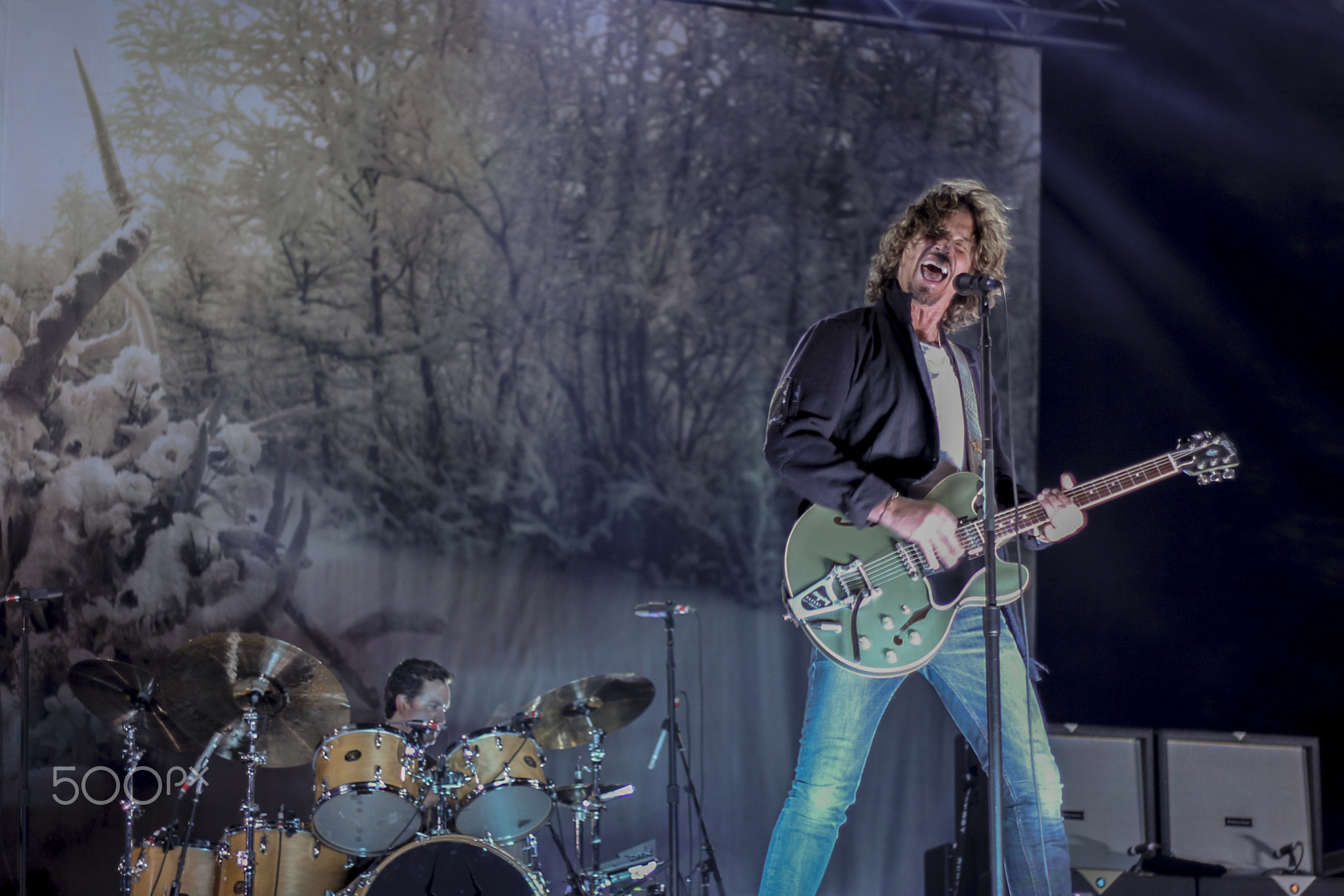
Chris Cornell był głównym autorem warstwy lirycznej Soundgarden

Na pierwszych wydawnictwach Soundgarden Cornell często w swoich tekstach nawiązywał do parodii i poczucia humoru, wyśmiewając teorie o ukrytych treściach satanistycznych i okultystycznej symbolice w lirykach zespołów metalowych („665”, „667”), czy też nadmiernego poruszania tematu seksu przez zespoły glammetalowe („Big Dumb Sex”). W utworze „Hands All Over” z drugiego albumu Louder Than Love, będącym manifestem ekologicznym, wokalista zwracał uwagę na problem represji kolonialnych i degradacji środowiska, wykrzykując kilkukrotnie w charakterystyczny sposób słowa „You’re gonna kill your mother!”. Na albumie Badmotorfinger Cornell przyznawał, że nie starał się precyzować swoich tekstów, będąc bardziej zainteresowanym „pozwalaniem dwuznaczności [tworzyć] kolorowe obrazy”. W ocenie Thayila warstwa tekstowa z okresu Badmotorfinger była „powieścią o konflikcie człowieka z samym sobą i ze społeczeństwem, albo z rządem, albo z rodziną, albo w ogóle ze wszystkim”. Największe kontrowersje wzbudzał tekst do utworu „Jesus Chris Pose”, który otwarcie krytykował  osoby publiczne, wykorzystujące symbol ukrzyżowania Jezusa, do tego aby zasugerować, iż to oni są prześladowani przez społeczeństwo.
Na albumie Superunknown warstwa liryczna Cornella, będącego pod wpływem twórczości Sylvi Plath, stała się mroczniejsza i bardziej tajemnicza. W większym stopniu odwoływała się do takich wątków jak alienacja, depresja, samobójstwo, strach, śmierć czy uzależnienie. W ocenie Marka Świrkowicza z „Teraz Rocka”, z uwagi na depresyjny i ponury nastrój, zwłaszcza w tekstach do „Fell on Black Days” i „Mailman”, płytę można „spokojnie zaliczyć do mających najbardziej dołującą atmosferę albumów lat 90.”. Na ostatniej płycie przed zawieszeniem działalności – Down on the Upside (1996) – teksty Soundgarden, w porównaniu z wcześniejszymi albumami, stały się mniej mroczne i ponure. W utworach „Never Named” i „Boot Camp” Cornell opisał lata swojego dzieciństwa.

## Nagrody i wyróżnienia

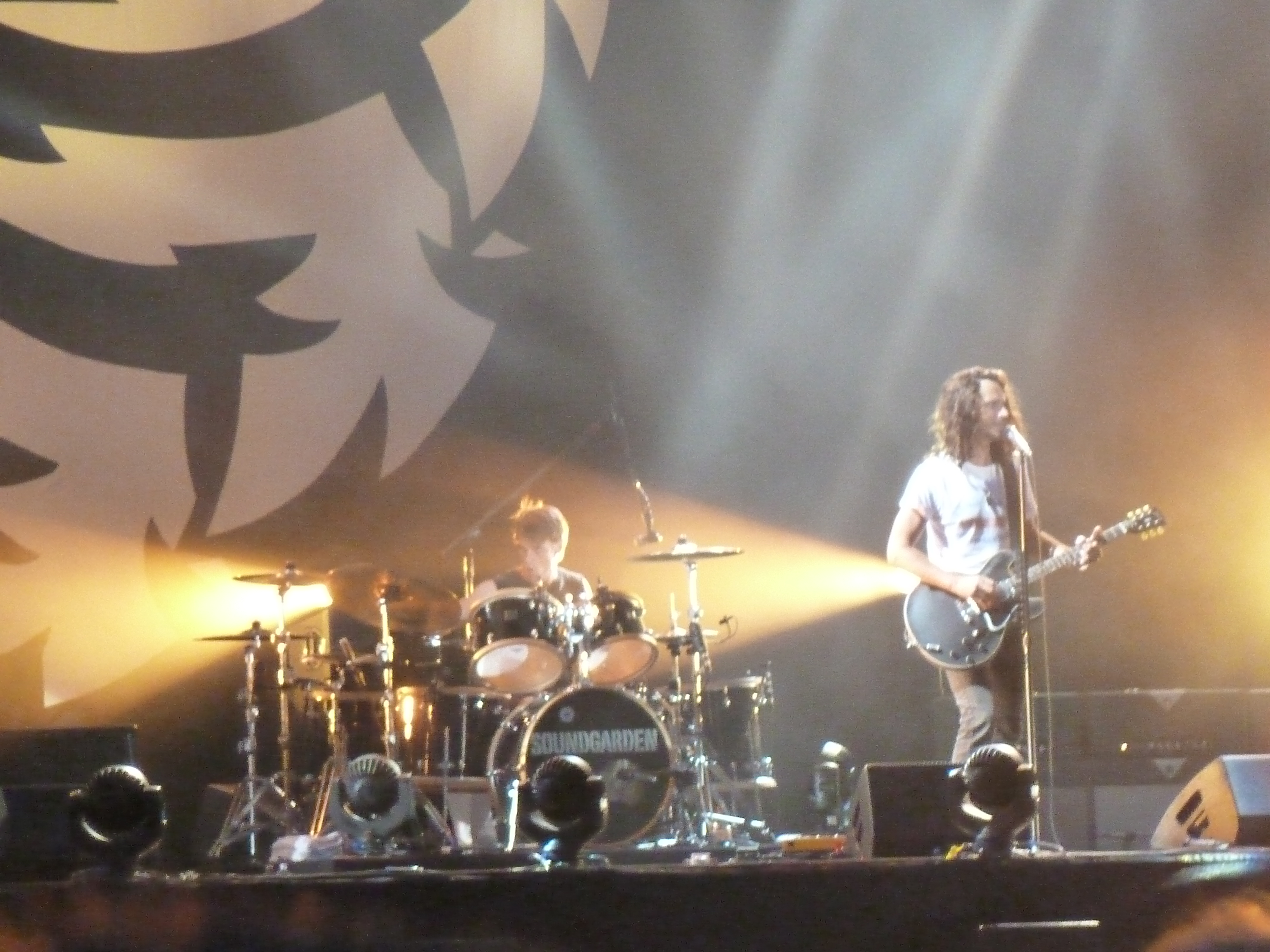
Matt Cameron i Chris Cornell w trakcie koncertu Soundgarden w Chicago, 8 sierpnia 2010

W 1991 Soundgarden został laureatem Foundations Award w kategorii Best Hard Music Artist. Wyróżnienie zdobyli również Chris Cornell i Matt Cameron. Rok później zespół uznano za Best Metal Group. Wyróżniono także płytę Badmotorfinger (1991) w kategorii Best Metal Album oraz Camerona i Cornella. We wrześniu 1994 teledysk do „Black Hole Sun” zdobył nagrodę MTV Video Music Award w kategorii Best Metal/Hard Rock Video. W tym samym roku Superunknown (1994) został nominowany do nagrody polskiego przemysłu fonograficznego Fryderyk w kategorii dla najlepszego albumu zagranicznego. 24 listopada zespół nominowano do nagrody MTV Europe Music Award w kategorii dla najlepszego wykonawcy rockowego. W lutym 1995 Soundgarden został dwukrotnym laureatem nagrody Grammy – za utwory „Black Hole Sun” i „Spoonman”. Łącznie, w latach 1990–2011, zespół nominowany był do tej nagrody dziewięciokrotnie. W połowie 1995 teledysk do „Black Hole Sun” zdobył srebrną statuetkę Clio Award w kategorii Alternative Music Video.
W latach 2011 i 2013 zespół dwukrotnie nominowany był do Revolver Golden Gods Award w kategorii Comeback of the Year. W 2013 płyta King Animal (2012) uzyskała nominację w kategorii Album of the Year. Cornell został wyróżniony nominacją w kategorii Best Vocalist, a Kim Thayil w kategorii Best Guitarist.

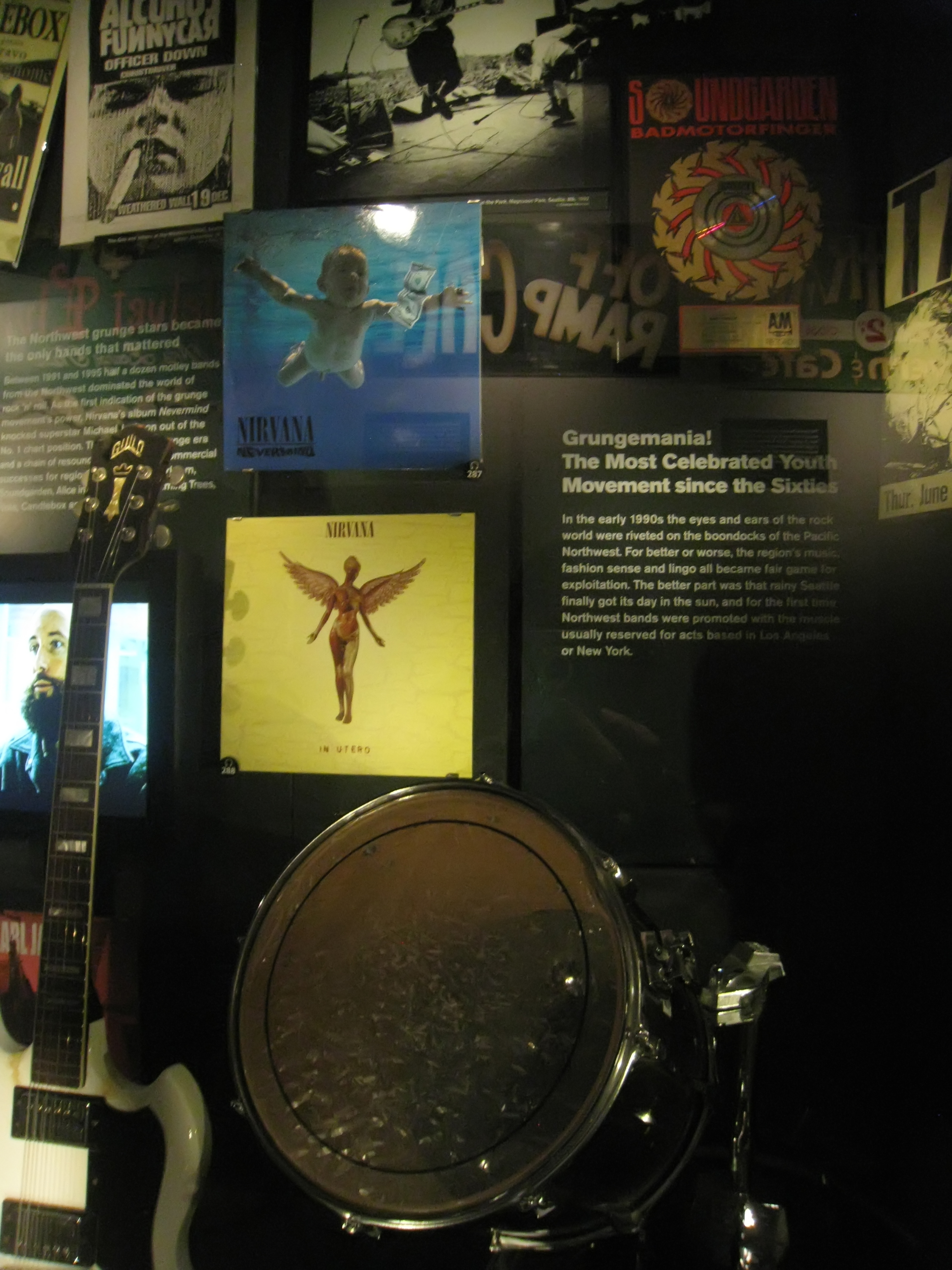
Certyfikat złotej płyty (po prawej u góry) za Badmotorfinger (1991) w EMP Museum w Seattle (2009)

W styczniu 1995 magazyn „Spin” przedstawił zestawienie, w którym zespół wygrał w trzech kategoriach: Best Album  – Superunknown oraz Best Single i Best Video – „Black Hole Sun”. W marcu 1996 Soundgarden został sklasyfikowany przez „Hit Parader” na 7. pozycji w rankingu „10 najlepszych zespołów”. W 2000 zajął 14. miejsce w zestawieniu kanału VH1 „100 najlepszych artystów hardrockowych”. Czwarty album studyjny – Superunknown, został w 2003 sklasyfikowany na 336. miejscu listy „500. albumów wszech czasów” według magazynu „Rolling Stone”. Również w 2003 utwór „Outshined” został zestawiony przez dziennikarza Martina Popoffa na 390. miejscu w książce The Top 500 Heavy Metal Songs of All Time.
Szacuje się, że łączny nakład sprzedanych albumów Soundgarden na świecie wynosi 25 milionów. Według danych przedstawionych przez Recording Industry Association of America, w Stanach Zjednoczonych nagrania zespołu rozeszły się w 10-milionowym nakładzie. Najlepiej sprzedającym się wydawnictwem Soundgarden pozostaje album Superunknown, który 19 marca 1996 uzyskał od stowarzyszenia certyfikat 5-krotnej platyny.

## Dziedzictwo
Soundgarden zaliczany jest przez współczesnych historyków i krytyków do tzw. Wielkiej Czwórki z Seattle, obok Alice in Chains, Nirvany i Pearl Jam. Zespół był również główną inspiracją do napisania przez Grega Prato książki Grunge Is Dead: The Oral History of Seattle Rock Music (2009).
Gitarzysta Jerry Cantrell przyznał, że w początkowej fazie działalności Alice in Chains, Soundgarden był zespołem „bardzo inspirującym”. „Myślę o Seattle i o tym co się dzieje i właściwie to wszystko zaczyna się od Soundgarden. Te ich wczesne EP-ki, pójście i zobaczenie ich, sposób w jaki brzmiał Chris, to jak brzmieli razem, było niesamowitą rzeczą”. Vivian Campbell z Def Leppard wyznał, że Superunknown (1994) miał istotny wpływ na brzmienie albumu Slang (1996): „Rozmawialiśmy dużo na temat tego, co się ówcześnie działo w muzyce. Superunknown Soundgarden to jedno z tych wydawnictw, którego słuchaliśmy więcej niż jakiegokolwiek innego, gdy nagrywaliśmy album. Myślę, że to najlepsza płyta w erze grunge’u”. Amy Lee, wokalistka Evanescence, powołała się na osobę Chrisa Cornella i zespół Soundgarden, jako jedne z głównych źródeł swoich inspiracji. „Kombinacja pełnego uduchowienia bluesa z mrokiem, ich ciężka muzyka zmieniła moje pojęcie metalu i to czym on dla mnie jest”. James Shaffer z Korna wyznał: „Pamiętam jak słuchałem w 1991 albumu Badmotorfinger, grali «Outshined» wciąż w MTV. Obejrzeliśmy ten clip i stwierdziliśmy: «chcemy być jak oni», wyryli tak niepowtarzalny dźwięk i chcieliśmy to zrobić. «Musimy znaleźć swój tor i zrobić coś równie inspirującego jak Soundgarden». I głos Cornella był unikalny. Zespół był ciężki i wyjątkowy, a słowa bardzo głębokie”. Gitarzysta Metalliki, Kirk Hammett zaznaczył w rozmowie z magazynem „Rolling Stone”, że muzyka Soundgarden miała znaczący wpływ na budowę głównego riffu do singlowego utworu „Enter Sandman” z płyty Metallica (1991): „Właśnie wydali Louder Than Love [1989]. Starałem się uchwycić ich postawy wobec wielkich, ciężkich riffów”.
8 października 2018 przed Museum of Pop Culture w Seattle odsłonięto pomnik wokalisty Soundgarden. W uroczystości udział wzięła wdowa po muzyku Vicky Cornell, trójka jego dzieci oraz pozostali członkowie zespołu – Kim Thayil, Ben Shepherd i Matt Cameron.

## Skład zespołu
Ostatni skład

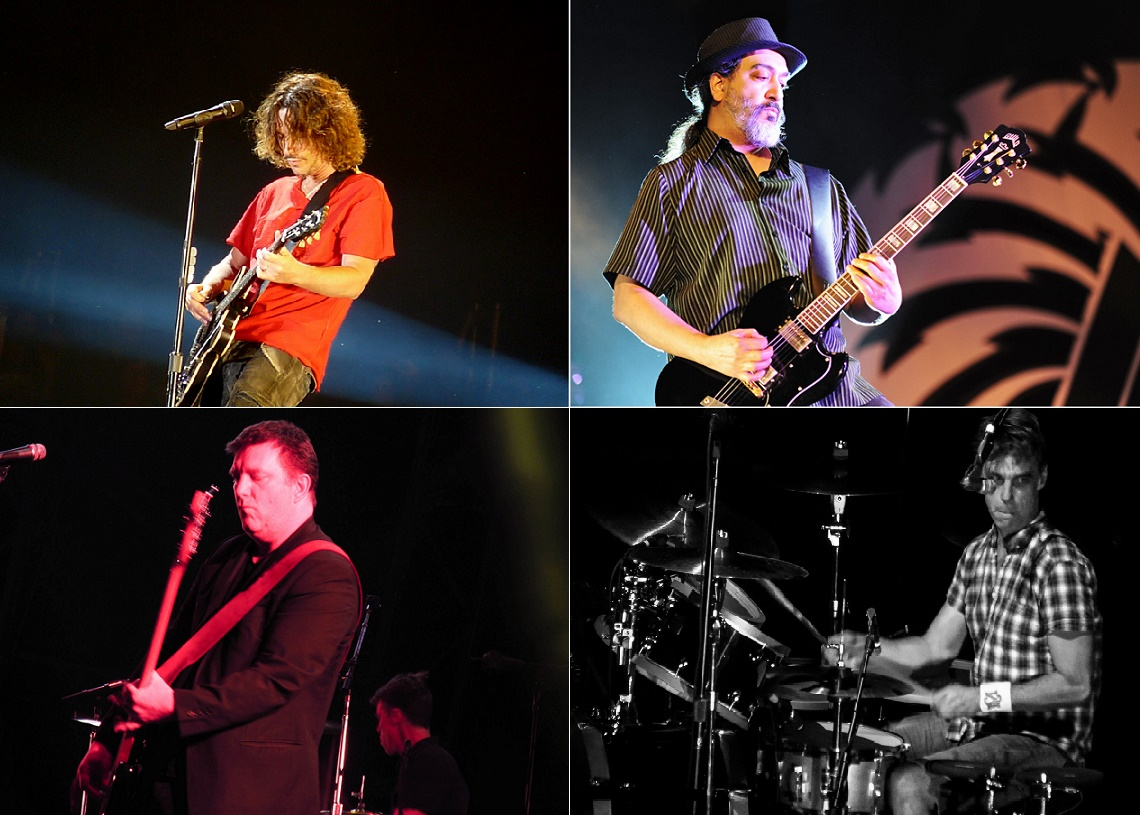
Skład Soundgarden w latach 1990–1997 i 2010–2017

- Kim Thayil – gitara prowadząca (1984–1997, 2010–2017, 2019)
- Ben Shepherd – gitara basowa, wokal wspierający (1990–1997, 2010–2017, 2019)
- Matt Cameron – perkusja, wokal wspierający (1986–1997, 2010–2017, 2019)

Byli członkowie
- Hiro Yamamoto – gitara basowa, wokal wspierający (1984–1989)
- Scott Sundquist – perkusja (1985–1986)
- Jason Everman – gitara basowa (1989–1990)
- Chris Cornell (zmarły) – śpiew (1984–1997, 2010–2017), gitara rytmiczna (1988–1997, 2010–2017), perkusja (1984–1985)

## Dyskografia

### Albumy studyjne
- Ultramega OK (1988)
- Louder Than Love (1989)
- Badmotorfinger (1991)
- Superunknown (1994)
- Down on the Upside (1996)
- King Animal (2012)